# ごちそうさん (2013年のテレビドラマ)
『ごちそうさん』は、2013年（平成25年）度後期放送のNHK「連続テレビ小説」第89作で、2013年9月30日から2014年3月29日まで放送されたテレビドラマ。NHK大阪放送局制作。

## 企画・制作
2012年11月12日、NHKによる記者発表で概要およびヒロイン役に杏が起用されたことが明らかとなった。脚本は森下佳子の書き下ろしで、森下にとって初めてNHKに携るドラマとなった。
時代設定は大正・昭和期。チーフプロデューサーの岡本幸江は「東京生まれの江戸っ子で洋食屋で生まれ育ったヒロインが、大阪生まれの男に恋をして、大阪に嫁入りします。そこで家風の違いや家族の問題などを、おいしいご飯で解きほぐしながら、家族の絆を再生させ、やがて来る戦争、食べ物が無いような時代も、彼女の愛と、精一杯の真心で乗り越えて、力強い母として、一回りも二回りも大きくなっていくという女性の物語です。“食”を切り口にした女性の生き様を描かせていただきたい」とコメントした。
森下は本作の脚本担当にあたり、1992年度上半期の『おんなは度胸』を参考にした。
杏はオーディションなしでの直接オファーでヒロインを演じることが決まった。
2013年2月18日に、杏以外の主要キャストが発表された。
2013年5月17日に兵庫県姫路市八葉寺にてクランクイン、翌2014年2月25日にNHK大阪局にてクランクアップした。

## あらすじ
1945年（昭和20年）夏、戦争で焼け野原となった大阪で、子供たちに炊き出しをふるまう一人の女性がいた。この物語の主人公・西門（卯野）め以子である。

### 東京編
遡ること1911年（明治44年）。東京・本郷の西洋料理店「開明軒」に生まれ育っため以子は、明るく活発だが無鉄砲でいつも食べ物のことばかり考えている。ある日、祖母の卯野トラが病で倒れ心配しため以子は、以前トラが食べたがっていた「いちご」を探し奔走。いちごを入手したものの、帰り道に損失してしまいひどく落ち込む。そんなめ以子にトラは「ごちそうさま（ご馳走様）」の意味を教え、め以子に感謝するのであった（第1週）。
トラが他界後の1922年（大正11年）、高等女学校5年生のめ以子は、いずれ自由恋愛で条件のよい結婚をしたいと考えているが、料理はおろか家事にも勉強にも全く関心が無い。ある日、帝大生の西門悠太郎が下宿生として卯野家にやって来る。自分には毒舌な悠太郎をめ以子は面白く思わないが、彼から勉強を教わったことを機に無意識ながらも恋をする（第2週）。納豆嫌いの悠太郎のために試行錯誤して作った納豆料理を美味しく食べてもらえたことをきっかけに、め以子は料理に目覚め、毎日彼と自分の弁当のおにぎりを考え作るようになる（第3週）。め以子は条件の良い縁談が舞い込んだものの、悠太郎への思いに気付き、見合い途中で抜け出し悠太郎に求婚する（第4週）。自らの複雑な家庭事情にめ以子を巻き込みたく無い悠太郎はその場は求婚を断るが、後日思い直し改めて彼女に求婚する。それぞれの学校を卒業した1923年（大正12年）の春、二人は悠太郎の郷里である大阪に向かう（第5週）。

### 大阪編（第6週 - 第13週）
西門家で義母・小姑たちと同居を始めたものの、め以子は、義姉・西門和枝からの極端な「いけず」に苦悩する。和枝は、め以子を悠太郎の妻として認めず、祝言も挙げさせず女中扱いにする。和枝に認められたい、西門家の食卓を楽しくしたいと願うめ以子は、再会した幼馴染みで肉屋の泉源太の協力で、彼の知り合いである「酉井捨蔵」なる人物や天満天神市場の人々から、関西流の味付けや食材を余すことなく使い切る「始末の料理」などを教わり、努力と探求を重ね会得していく。そんなめ以子の姿に、義母・西門静と義妹・西門希子は心動かされ、次第に協力的になる（第6週、第7週）。
め以子は偶然、捨蔵の正体は故人とされていた義父・西門正蔵と知る（第8週）。め以子は正蔵の受け入れを懇願し、家族を捨てた正蔵を憎む和枝・悠太郎と対立するが、め以子と話し合った悠太郎は家族の気持ちが揃ったら正蔵を受け入れることを約束する（第9週）。間もなく迎えた天神祭は、当初はそれぞれの事情でバラバラになるも、いっときの形のみだが家族全員揃って獅子舞を迎えることが叶う（第10週）。和枝は心新たに再婚を決めるが、相手が結婚詐欺師と判り失意で自殺を謀る。その直後、め以子の妊娠が判明する。どれほどのいけずな仕打ちを受けても慕ってくるめ以子を前に居たたまれなくなった和枝は、家族ぐるみの知人である倉田義男の薦めで西門家を離れ他所に嫁ぐことを決め、出発の日め以子と清々しく言葉を交わし去っていく（第11週）。
関東大震災が発生し、め以子は、近所の救護所の炊き出しに参加する。女学校時の恩師・宮本先生の死を知っため以子は先生の言葉を思い出し、食べることは生きる力を与えると信じる（第12週）。年の瀬が迫り、父・卯野大五ら卯野家の人々が西門家を訪れる。大五は源太を通して正蔵とほどなく打ち解け、正蔵の人となりを知った大五は仕事で悩む悠太郎に、彼を父親として頼るよう助言する。め以子が産気づくなか正蔵からの手紙を読んだ悠太郎は、彼が仕事で背負った罪悪感を初めて知り和解。大晦日に長女・ふ久が誕生し、1924年（大正13年）、家族全員で正月を迎え、め以子の願いを込めたおせちが家族を喜ばせた（第13週）。

### 大阪編（第14週 - 第16週）
その後、め以子夫婦の間に、長男・泰介、次男・活男が誕生。1932年（昭和7年）、め以子は創作料理を投稿したり家族に振る舞うことを楽しみながら、育児に勤しむ日々を送る。悠太郎は職場での怪我をきっかけに女医で幼馴染みの松田亜貴子と再会。二人が逢瀬を重ねていることをめ以子は知り、嫉妬で苛立ち、挙げ句に悠太郎を追い出す。め以子は亜貴子に二人の関係を問いただそうとするが、悠太郎と亜貴子には幼時からの純真で強い心の結びつきがあることを察し打ちのめされる。一方追い出された悠太郎は亜貴子の家を訪ねるが、今の亜貴子には亡夫を想う気持ちが強く、悠太郎は振られた形となり西門家に戻る。悠太郎の話を聞いため以子は納得し、夫婦は仲直りする（第14週、第15週）。
正蔵が突如倒れ、次の発作が命取りになると診断され、め以子は前妻が作っていた料理で正蔵を元気にしようと奔走。また希子は職場の男性との結婚話がトントン拍子に進む。だがその婚礼の当日、和枝をはじめ姉たちが揃った場で希子は、自分ではなく、9年間祝言を挙げないままのめ以子夫妻の祝言を要望する。希子や参列者らに頭を下げられて、和枝は折れ、悠太郎・め以子夫妻の祝言が実現する。その後間もなく正蔵が再び倒れる。悠太郎は自らが取り組む地下鉄建設現場を見学させ、父と息子は絆を深める。家族からの思い遣りで幸せに満ちた正蔵は、翌朝のめ以子の作る献立を楽しみにしながら、静かに息を引き取る（第16週）。

### 大阪編（第17週 - 第22週）
1940年（昭和15年）、世間は戦時色が次第に濃くなる中、め以子は積極的に節約料理に取り組み、大日本国防婦人会の活動に張り切って参加するが、源太の出征と、食材が入手困難になりつつある現実に鬱然とする。「贅沢は敵」と謳う婦人会の指示通りに小学校に差し入れを作り、不味すぎて返品されて反省しため以子は、どんな時でも美味しい物を人に食べさせる決意を固め、牛肉のステーキを大量に焼き家族と近隣住民に振る舞う。以後、め以子は周囲から「ごちそうさん」と呼ばれるようになる（第17週）。
翌1941年（昭和16年）、野球部の泰介は、甲子園を目指して先輩の諸岡弘士とともに練習に励み、め以子も手料理で彼等を応援するが、地区予選決勝を目前に急遽大会は中止が決まる。同じ頃、病気と診断されて帰還し職場に戻った源太は、生肉を見てパニックを起こし失神する。戦場での記憶が原因で命有る物が食べられなくなった源太は次第に衰弱し危篤状態に陥るが、め以子の呼びかけに意識が戻り、牛乳を口にできるようになる（第18週）。
1943年（昭和18年）、日本が太平洋戦争に突入し食糧はほとんどが配給制になるが、め以子は人々に食物を振る舞う「ごちそうさん」を続け、評判が広まる。そんな中め以子は、闇で購入をしていると密告され家宅捜索を受ける。め以子はこの件で婦人会仲間を疑うが、知人の室井幸斎がラジオで発表した物語をヒントに、婦人会内で持ち寄りの共同炊事を提案する。共に料理し食事をするうちに仲間への疑いは晴れる（第19週）。
1944年（昭和19年）、諸岡が出征前の挨拶に西門家を訪れるが、ふ久は突如「諸岡君の子供を産みたい」と言い出す。断られたふ久は翌日諸岡の家を訪ね強引に彼に迫る。その場を目撃し諸岡の思いも聞いた泰介は、め以子と悠太郎を説得、悠太郎はふ久を諸岡と結婚させることを決める。一方、活男は、海軍の主計課で料理人の修業ができるとを知り、入隊を志願するが、活男を戦場へ行かせたくないめ以子に反対される。しかし、活男は「同じ死ぬ運命なら、好きなことをやって死にたい」と訴え、さらに、ふ久の結婚の内祝いから「兵隊さんの『ごちそうさん』になりたい」と意志を強めていく。そんな活男の考えを聞いため以子は、涙ながらに活男の志願を認める。活男の旅立ちの日、彼が作った「オムレツ」を食した家族は、餞の言葉とともに彼を見送る（第20週）。
戦局が激しくなり、市民は空襲に備えての訓練や準備を進めるようになる。悠太郎は担当する地下鉄駅建築計画の頓挫に伴い防火改修課に異動となり、市民に向けた防火演習を任され、実際の空襲を再現しようと演習用の建物を更に燃やし「逃げろ」と指示する。軍の意に背いたとして逮捕された悠太郎は、め以子達の尽力で釈放されるが、陸軍の軍属として満州へ渡る処分が下り、家族と別れ旅立って行く（第21週）。
1945年（昭和20年）3月、ふ久が産気づくなか、大阪に空襲警報が発令される。間一髪でふ久は無事出産し、め以子やふ久たちは大阪大空襲の戦火の中、悠太郎が残した教えの通り地下鉄駅に逃げ込み命拾いするが、西門宅は蔵を残し全焼。め以子と泰介は和枝の家に身を寄せ、和枝からの「いけず」を受けながらも彼女なりの配慮も感じられる疎開生活を送る。そんな中、泰介に赤紙が届く。め以子は和枝の協力で泰介を手厚く送り出したのもつかの間、活男の戦死の知らせが届く。傷心にくれるめ以子は、和枝から叱責されると同時に独りに慣れた方がよいと説教される。その言葉に従い独り食事をし、畑仕事に打ち込む日々を送っため以子は、やがて8月に終戦を迎える（第22週）。

### 大阪編（第23週 - 最終週）
め以子は玉音放送で終戦を知り大阪市内に戻る。自宅で家族を出迎えたいと渇望するめ以子は、焼け残った西門家の蔵に居を構え、再会した室井と源太とで、生活のために闇市でくず芋を調理し商売を始める。初日は闇市を仕切るチンピラの香月に脅されるが、その後もめ以子はあらゆる物を美味しく調理し、かつての市場の知人たちの協力も得て店は繁盛、香月から一目置かれるようになる。やがて卯野家や諸岡家の無事が判明、泰介も無事復員し、静も疎開から戻り、それぞれの活動も軌道に乗ってきたある日、闇市が警察に捜査され、身を挺して自らの米俵を守り啖呵を切っため以子は逮捕される（第23週）。
香月が裏で手を回しめ以子は釈放されたものの、以後闇市の商売を禁じられる。闇市の捜査が進駐軍 (GHQ)の差金と知っため以子は、活男の件もあり米兵を憎悪、街頭で米兵たちにチョコレートを押しつけられ更に怒りを募らせる。め以子は希子の勧めで大阪ラヂオ放送でおにぎり弁当を販売する一方、倉田の要望で蔵を改装し、飲食を提供する「お座敷」として営業を始める。め以子の弁当を気に入った進駐軍の大尉・モリスから、希子を通して座敷への訪問を要望されるが、め以子は戸惑い返事を保留にする。そんな折、活男の戦友から、生前の活男の様子や戦死に至るまでの経緯を聞く。活男の死の現実を受け止めため以子は、弔いとして、彼の日記に記された数々の料理を作って仲間と共に食する（第24週）。
ある日、開催が決定していたはずの選抜中等学校野球大会がGHQの指示で一転中止の危機に陥り、泰介と諸岡が中心とする抗議活動を知ったモリスは、め以子の蔵座敷で「最高の日本料理」を提供することを条件に協力を打診する。め以子は渋々モリスの訪問を承諾したが、蔵座敷の席でモリスは、自身も料理好きの息子が戦死し日本に対する憎しみで苦しんでいたこと、しかしめ以子のおにぎりでその心が解されたこと、来訪の真の目的が、め以子の料理で自らの心にあるわだかまりを克服する事だったことを告白し、め以子は彼と打ち解ける。後日、モリスの助言に基づき、泰介たちは、め以子と協力して作ったアイスクリンを携えてGHQ側に説得し、甲子園大会中止は撤回されることとなる。
甲子園の開会式に出かけた家族をよそに、め以子は一人大阪に残り復員列車の到着を待つ。駅前でカレーを売りながら悠太郎を探すが、待ちぼうけに終わり、落胆して帰路につくめ以子の目の前に突然一頭の仔豚が飛び出す。それに続いて「捕まえてください」と叫ぶ声が響き、悠太郎が現れる。彼は三日前に帰国しており、復員列車とは別に帰阪していたのであった。悠太郎とともに帰宅しため以子は、笑顔で悠太郎と語らいながらチョコレートを分け合い、万感の思いで「ごちそうさんです…」と呟くのだった（最終週）。

### スピンオフドラマ「ごちそうさんっていわしたい!」
悠太郎が外地から戻って1年が過ぎた1948年（昭和23年）夏、人々は平穏な日々を取り戻していた。
そんなある日、泰介が料理店「まるおか」の娘・真沙子に初恋をした。父の悠太郎をはじめ静、源太や室井らは沸き立つが、彼女はかつてめ以子が縁談を破棄した「まるや」の次男・丸岡真次郎の娘であるという。さらに室井が密かに泰介名義で書いた恋文に怒り心頭の真次郎は、始まりもしない二人の交際に大反対。泰介の初恋は終わりを告げたかのようにみえた。
しかしあきらめきれない泰介は、彼女の気持ちに寄り添うことで挽回しようと、源太のアドバイスから鰯を持参し真沙子を訪ねる。料理上手で弁当屋を経営していた真沙子は、鰯料理を看板としていた「まるおか」の娘にもかかわらず、これまで頑に鰯を食材に使っていなかった。泰介はそのことを、妻と長男を戦争で亡くし店を畳んだ父に代わり店を再建したいという真沙子の強い思いからと察し「『まるおか』の味はあなたの中にあり、僕はあなたの作る『まるおか』の味が食べたい」と告げ、彼女の琴線に触れる。その後、父娘は共同で新しい鰯の洋食の一品を作り上げ、泰介に託す。
一方、喫茶「うま介」は実家の破産で地権が売りに出され、これを購入した和枝は「うま介」を閉め、新しく洋食屋を立ち上げる計画を進めていた。その協力者として、希子が担当するラジオの料理番組を通し和枝が知り合ったのが真沙子であった。泰介が丸岡家を訪問後、和枝は真沙子から「まるおか」再建のため協力できなくなったと告げられていた。そのような折りに、泰介が丸岡家から持ち帰った鰯料理を食しその美味に驚嘆した和枝は、この料理を使うことを条件に「うま介」の継続を馬介に提案。和枝は居合わせた竹元と共同で、焼氷以来の新たな看板メニュー「いわしサンド」を考案する。
いわしサンドが評判となった「うま介」に来店しため以子は、料理を完璧にこなす真沙子をぜひとも息子の嫁にと切望するが、後に泰介が持ち帰った笹の葉寿司から真沙子と和枝との関係を知り、自分と似た女性を西門家に送り込むという和枝流の「いけず」を確信するのであった。

## 登場人物
登場人物の基本的な説明は公式サイトの「登場人物」に、役名はドラマ内でのスタッフロールの表記に基づく。

### 主人公とその家族
卯野 め以子（うの めいこ） → 西門 め以子（にしかど めいこ）
演 - 杏（幼少期：豊嶋花）
本作の主人公。東京で西洋料理店「開明軒」を営む料理人の長女として生まれ育ち、食べることが何よりも大好き。祖母・トラの亡き後は、ぬか床をかき混ぜることを日課にしている。
悠太郎と出逢うまでは人並み外れて背が高いことがコンプレックスであった。
幼少より考えるより先に体が動く気質で、意固地で無鉄砲な一方、一度決めた事には強い意志と打たれ強さを持つ。美味しい物への探究心は、「開明軒」や食卓のメニュー開発に貢献しており、料理に目覚めてからは「め以子の料理ノォト」と題し、料理に関しての発見やレシピなどを記録している。
悠太郎とは清明高等女学生時に知り合い、卒業後の春に大阪の西門家に嫁ぐ。結婚後は、東京と大阪の食文化の違いに戸惑ったり、和枝からの嫁いびりや西門家の複雑な家庭環境に苦心するが、関西の味に慣れる為断食を試みるなど四苦八苦しながらも、次第に大阪の料理や風習を身に付けると共に、毎日を楽しい食卓にし、多くの人からの「ごちそうさん」の言葉を聞くことを目標に、西門家の家族円満のために奮闘する。
母・イクの説明によると、「め以子」の名の由来は「命（いのち＝めい）を生み出す子」であるが、そのままでは気恥ずかしいのでひらがなと漢字を当て字に遣ったとのこと。
後に三児の母となって大阪の生活にもなじみ、話し方も大阪弁に変化している。1940年（昭和15年）時では国防婦人会に参加するが、軍需に伴い身の回りの大切なものが次第に失われていくことに気付き、自身の信念に立ち返って大量のステーキを近隣に振る舞った一件を機に、自身が「ごちそうさん」のあだ名で呼ばれるようになり、以後も近所の子供達に手作りおやつを振る舞い評判を上げ続ける。
昭和19年、満州に立った悠太郎を見送った後は、彼が残した置き手紙の裏に、毎日の「良かった事」を書き留めて肌身離さず持ち、帰りを待ち続ける。昭和20年に空襲で西門家が焼失した後、長男・泰介と共に和枝の家に疎開する。
終戦後大阪市内に戻り、闇市で露店を始め、さらに倉田の提案で、知人たちを相手に料理を提供する「蔵座敷」を始める。自分から家族や食べ物など大切な物を奪ったアメリカ軍に対しては強い憎しみと反感を抱くが、モリス大尉を蔵座敷に招いた一件から次第に和解の姿勢を見せる。
西門 悠太郎（にしかど ゆうたろう）
演 - 東出昌大（少年期：細田龍之介）
め以子の夫。大阪出身。特技は剣道。12歳の時に実母が外出先の火事で亡くなったことをきっかけに、安全で住みよい街を作る夢を抱き、東京帝国大学（現・東京大学）で建築学を学ぶ。
め以子とは銀座のカフェで初めて出会い、め以子を上回る長身や大阪弁を話すことから「通天閣」とあだ名を付けられる。その背の高さゆえに当初の下宿予定先から受け入れを断られてしまったため、開明軒に当初下宿することになっていた同窓の近藤と下宿先を交換することになりめ以子と再会する。
論理的な思考の持ち主で、口元に手を当てて考え事をする癖があるが、これは複雑な家庭環境の中で迂闊な事を言わないようにする為に身に付いたものである。開明軒に下宿し始めた当初、悪気はないが偏屈な彼の物言いにめ以子は悪印象を持つ。一方、勉強が苦手なめ以子に親身に勉強を教えるなど、優しい一面も見せる。食べ物については唯一納豆だけは苦手であったが、め以子の手料理で克服する。大好物はカレー。
帝大卒業後、め以子と結婚。大阪へ帰郷し市役所の建築課に勤める。家族を捨てた実父・正蔵に対して憎悪を抱き続けていたが。後に正蔵からの手紙を読み初めて彼の家出の真相を知り、長女・ふ久が生まれた夜に和解する。
師である竹元や市役所時代の先輩である藤井や大村によれば、彼の設計は「安全で頑丈」という一点以外にこだわりがなく、これといった個性がないとの事。
父・正蔵の説明によると、「悠太郎」の名は「悠久（ゆうきゅう）」に由来するとのこと。
昭和7年の時点では御堂筋の高速地下鉄道（現・Osaka Metro御堂筋線）敷設工事に従事する。
昭和15年時では建築課長に就任。建築中の地下鉄道の安全性保持に加え、軍需における資材不足に苦心する。そのため、デザインを最優先する竹元と折り合いがつかず、絶縁されてしまう。
太平洋戦争勃発後、地下鉄計画が正式に中止となり、空襲に備え建物疎開をすすめる防火改修課へと異動になる。が、その仕事に疑問を持ち、市民向けの防火演習で「逃げろ」と叫んだことが防空法違反に問われて逮捕、のち釈放されるものの、軍属として満州へ渡る事となる。
戦後、抑留されて帰国できずにいるらしいとの情報が伝えられるが、ある時、仔豚を追う声と共にめ以子のもとに突如現れる。彼曰く「（再会する）3日前に実は事情があって帰国し博多におり、満州で知り合った養豚家に豚をもらう約束をしており、その豚を使ってめ以子に満州で食べた『豚の丸焼き』を食べさせたかった」とのことだった。
昭和23年、息子・泰介の初恋を桜子から聞かされ、応援しようとするものの、「うま介」に怒鳴り込んできた相手の父親・真次郎と口論の末、彼の古傷を掘り起こさせて、話をややこしくさせてしまう。
西門 ふ久 (にしかど ふく)→ 諸岡 ふ久 (もろおか ふく)
演 - 松浦雅（少女期：原見朋花／乳児期：森山咲瑠）
め以子と悠太郎の長女。1923年（大正12年）の大みそかの夜に生まれる。
「西門家に福を呼ぶ子」という意味を込めて、め以子の父・大五が命名し、「ふ久」という当て字は悠太郎の父・正蔵が考案した。
常に冷静であまり感情を表に出さず、一度決めたことには意固地な性格。8歳時、浮力・重力といった「見えない力」に強い興味を持つゆえに周囲から浮いてしまい、学校で問題児とされてしまう。食べる事に関心が薄く食が細いが、他所の食べ物を初めて食べ比較し、め以子の料理が美味しいということを知る。以来、め以子が食べ物を美味しくなる「見えない力」を与えていると思い、完食するようになる。
ぬか床として見守る曽祖母のトラ（語り）からは、自分の興味のためには他人の迷惑を顧みないところは幼少期のめ以子によく似ていると評され、め以子からは、物事を論理的に考え探求しようとする性格は悠太郎の遺伝ではないかと推測されている。
昭和15年時には、物理にのめり込む高等女学生に成長し、食事中でも本を片手に黙々とシュレーディンガー方程式を解くなど数学に没頭する一方、物理の知識を応用して料理に関する助言をめ以子たちに提供し感謝されて機嫌を良くすることもある。また気を紛らわせる時には円周率を唱える習慣がある。
昭和18年時には高等師範学校に通うが、教師になる気はなく、卒業が近付いても進路が決まらない状態であった。これまで他人に興味を持たなかったが、たびたび家で夕食を共にする諸岡を、泰介との「男の友情」を空想しつつ見守り続けるうちに、次第に彼のことが気になっていく。
昭和19年、諸岡の出征を知ると「諸岡くんの複製をつくりたい」と独特の観点から彼の子供を産みたいと思いつき、諸岡の自宅へと押しかける。それを目撃した泰介が両親を説得したことで認められ、諸岡と結婚。諸岡家ではその才能を活かして工場の経理や機械修理などをこなし「三国一の嫁」と絶賛されるなど義父母との関係も良好である。夫が出征後、空襲が迫る中で長男・大吉を出産。大吉と共に諸岡家の親戚宅へ疎開する。
終戦後は無事市内に戻る。出産後は母親としての役割に専念し、かつての科学に対する情熱は冷めてしまったと語るが、泰介や諸岡が後輩たちの夢を守るために奮闘する姿を見て、自分も子供の将来のために自然エネルギーを利用した発電の研究をしようと考え、大学への進学を決める。その後は光電効果（太陽光発電）に関心を抱いている。
西門 泰介（にしかど たいすけ）
演 - 菅田将暉（少年期：三澤瑠斗）
め以子と悠太郎の長男。幼少より優等生で礼儀正しく周囲への気遣いをする。昭和15年時では中学校で野球部に在籍、キャッチャーとして甲子園の全国大会を目指し、西門家によく野球部の先輩・諸岡を連れてくるが、姉のふ久が自分と諸岡の仲を友情以上に妄想していることには気づいていなかった。やがて戦局の悪化により全国大会が中止となり、いずれ自分も兵隊として召集されることから、人生への希望を失い次第に無気力になってしまう。しかしあくまで前向きな諸岡や、戦地から戻り衰弱しながらも懸命に生きる源太、彼を献身的に世話するめ以子らの姿を見るうちに、自身も逆境に負けず再び甲子園を目指すことを誓う。
昭和19年時点では、京都帝国大学へ進学し、下宿生活を送っていたが、昭和20年3月13日から14日未明にかけて空襲で西門家が焼失したため、め以子と共に父方の伯母の和枝の家に疎開。その後、赤紙（召集令状）が届き、戦争の時代を憎みながら、国を変えるために必ず生きて戻って来ることを誓い、学徒出陣で出征する。
終戦後間もなく無事に復員すると、大学を休学し、行方不明の悠太郎と活男の捜索も兼ねて、戦災孤児や復員兵たちの身内探しや養子縁組の手伝いを始める。この頃には、悠太郎不在時に長男として家長の役割をつとめ、疎開先での和枝の「いけず」にも冷静な対応をするしっかりした青年に成長している。
昭和22年、大学への復学を決めるが、その矢先にGHQが甲子園大会の復活を取り消したことを知り、後輩たちの夢を守るために大会の復活をかけて諸岡や川久保らと一緒に交渉を試み、見事に成功させる。
西門 活男（にしかど かつお）
演 - 西畑大吾（少年期：二宮輝生）
め以子と悠太郎の次男。天真爛漫で食いしん坊。子供たちの中では最もめ以子に似ていると言われる。昭和15年時では料理人を目指し、中学校に通いながら洋食屋で修業しつつ、台所でめ以子の手伝いや、代わりに料理をする事もある。
昭和18年、中学を辞めて「開明軒」で料理人の修行を希望するが卯野家も受け入れる余裕がないために叶わず、時勢柄修業先がどこにもないため、廃業間近の「うま介」で手伝いをする。
昭和19年、勤労奉仕に通う日々の中、海軍の主計課で料理修業が出来ると知り志願。「兵隊さんの『ごちそうさん』になる」という強い思いで入隊を認められ旅立って行く。
しかし、昭和20年3月18日に戦死したとの通知がめ以子に送られてくる。め以子は通知の内容を信じられず、終戦後も彼の帰還を待ち続ける。やがて彼の戦友であった小関から明確な証言を聞き、遺品の手帳を渡されるに及んで、彼の死を認めざるを得なくなっため以子は、活男が手帳に書き残した「夢の中で食べたかったもの」をゆかりの人たちと食べる事で弔いとした。

#### 卯野家の人々
東京・本郷に居を構え、西洋料理店「開明軒」を営む。
卯野 トラ（うの トラ） / ぬか床 ※語り
演 - 吉行和子
め以子の祖母でイクの実母。食べ物を丸ごと口に含み食べることから、幼馴染みに「丸飲みのトラ」とあだ名で呼ばれる。また、食べ物を人に見立て、寸劇をしてから食するのが常で、成長後のめ以子にもその行動は受け継がれている。
幼少期のめ以子を寛容に見守り、第１週では時代劇風なやり取りがしばしば見られ、「食べる事」と「食べさせる事」の喜び、「ご馳走様」の意味などさまざまな道理を諭し、後のめ以子の「食」に対する考え方を形成する。
大正11年・春の時点ですでに他界しているが、魂はぬか床に宿り卯野家を見守り続け、ぬか床をかき混ぜるめ以子の心情の聞き役になっている。
め以子の嫁入り後は、卯野家から分けられたぬか床として、引き続き大阪でのめ以子や、め以子をめぐる人々を見守り、自らの感想を述べることもある。
空襲により西門家のぬか床が焼失した後、事前に藤井に分けていたぬか床が戻るまでの間は、吉行の語りそのものが一切なかった。
卯野 イク（うの イク）
演 - 財前直見
め以子の母。「開明軒」の接客および経理を担当し店を切り盛りしている。め以子の幼少期は、採算を考えず高級指向な夫の料理を「押し付けがましい」と叱責する。
年頃になっても呑気なめ以子の行く末を心配するが、あわよくば結婚相手になることを期待して下宿生の悠太郎を受け入れ、め以子の心境の変化にも気付き始める。また、遅まきながらも料理を作る事に興味を持ち始めため以子の心境の変化を喜び、め以子に料理の基礎を教える。
め以子が常連客の新井社長から持ちかけられた縁談を断り、悠太郎に求婚した際には、め以子の心境を推し量り、全面的にめ以子を援護する。
卯野 大五（うの だいご）
演 - 原田泰造 (ネプチューン)
め以子の父。料理人で「開明軒」の店主。
気さくだが、頑固で気が短い江戸っ子気質。若い頃は一流のホテルで修業し、「開明軒」も本格派フランス料理店を自負し営業していたが、メニューの独自性のなさと、客の要望を無視して形式的なフランス料理の作法を押し付ける頑固な態度を新聞で批判され、店の経営は一時低迷状態となり、め以子の級友が来た際も得意料理としていた赤茄子御飯と巨大オムレツを賄いに出すことに難色を示した。しかし、イクと涙を溜めため以子に懸命に説得され、め以子の級友らが賄いの料理を喜んで食べる姿を見て、自身のコックとしての原点を思い出し、伝統を残しつつも大衆の好みに合った洋食を作る方向へと考えを改める。
娘のめ以子を幼少より可愛がっていて食道楽ぶりにも絶賛しているが、下宿した悠太郎に無理矢理納豆を食べさせようとしため以子を叱責した事もある。また悠太郎に恋をしてから変わっていく様子に戸惑い、二人の結婚に反対し、め以子に勘当を言い渡したが、後に新井社長の説得で自らの結婚生活を思い返し、結婚を認める。
関東大震災が発生した際には店の蓄えを使って炊き出しを行っていた。その年の暮れ、家族で大阪の西門家を訪問し、表向きは故人とされていた正蔵が生きていることを知ると、最初は隠し事をされていたことに激怒するが、正蔵と出会ってから直ちに意気投合し、悠太郎と正蔵を和解させるために悠太郎の説得に動く。
太平洋戦争中、孫の活男が料理人として海軍に志願した際には、本音では活男を「開明軒」に引き取りたく思いながらも時局上叶わないため、大人数を相手に効率良く料理を作るためのコツを手紙で助言する。
終戦後間もなく、骨折したものの卯野家は皆無事との電報がめ以子に届けられる。その後、進駐軍のモリス大尉から「最高の日本料理」を所望されため以子からの相談の電話で、日本料理の醤油が持つ万能性について助言する。
卯野 照生（うの てるお）
演 - 井之脇海（幼少期：山崎掌）
め以子の弟。高等小学校を卒業した後、「開明軒」で見習いとして働く。
悠太郎を実の兄のように慕い、悠太郎とめ以子の結婚に最後まで反対していた大五を新井社長に説得してもらうよう、山本とタマに相談し作戦を立てる。
母・イクの説明によると、「照生」の名には「生きることを照らす」という意味が込められている。
劇中終盤のめ以子と大五の電話にて、昭和22年の時点では結婚・独立して子供もいることが仄めかされた。
クマ
演 - 松寺千恵美
大正11年の時点で卯野家で働く女中。め以子の食べっぷりを評価する一方、彼女の将来を気にかけている。

#### 西門家の人々
大阪・天満東に居を構える。元は造り酒屋であり、先祖代々200年続き相撲取りのタニマチをする程の名家。なお、後述の他に悠太郎の姉にあたる次女、三女、四女、五女（#西門四姉妹）がいるが、彼女たちは和枝が持ち込んだ縁談で結婚し、家を出ている。
西門 正蔵（にしかど しょうぞう）
演 - 近藤正臣（若き日の正蔵：小堀正博）
悠太郎らの父親。飄々とした人物だが、普通は捨ててしまう食材を活かし美味しい一品を作り上げる「始末の料理」の達人で、源太らから「師匠」「ほうるもんじいさん」と呼ばれている。
後添いの元芸妓・静と出戻りの長女・和枝の諍いに耐えきれなくなり家族を捨てて家出した過去があり、残された西門家の人々から故人として扱われていた。静との馴れ初めに関しても、当初は彼女を庇って自分から強引に結婚したことにしていた。
元鉱山の技師であり、国に貢献していることを誇りに銅山の掘削現場での仕事に取り組むなか、鉱毒発生問題で被害者への対応の矢面に立たされ苦悩し、前妻の死を口実に仕事を辞め逃げ帰った。失踪中は「酉井 捨蔵 （とりい すてぞう）」と名乗りミナミの花街に潜伏し、子供たちに読み書きを教えていた。
仕事に思い悩む悠太郎に、先述の自らの仕事での経験を手紙に綴った上で助言したことを機に、孫のふ久が誕生した夜に和解、西門家に戻る。
周囲から問題児と思われていた孫のふ久の隠れた才能にいち早く気付き、第一の理解者になる。また悠太郎が亜貴子との浮気を疑われてめ以子に家を追い出された際にはわざわざ職場まで悠太郎を訪ね、自身の過去と照らし合わせながら悠太郎の真意を聞き、温かく見守った。
その後発作で倒れるが、娘一同揃った上でのめ以子夫妻の祝言、そして息子の仕事ぶりを見届けた後、大往生を遂げる。
西門 静（にしかど しず）
演 - 宮崎美子（少女期：古和咲紀）
悠太郎らの継母。元は「千代菊」の名でブロマイドが発売されるほどの人気の芸妓だった。10歳の半玉時代に親切にしてくれた正蔵に初恋をし、後に妻を亡くして荒れていた正蔵と座敷で再会したおりに強引に結婚し、西門家に後添いとして入った。
家に入った当初は義母として西門家に馴染もうと努力していたが、後妻を快く思わない義娘・和枝らから度重なる「いけず」をされるうちにやがて家事を放棄、腹いせに高価な着物を買い続け家計を圧迫するようになる。
和枝への対抗心から、嫁いで来ため以子には好意的な態度で接する。座敷で鍛えた話術と明るく社交的な性格の持ち主で、鈍感なめ以子の気づかない男女の機微に良く通じている。反面、着道楽による無駄遣いなど都合の悪い話題はのらりくらりとかわしている。三味線が得意で師匠の資格も持っており、芸妓をやめてからも置屋で教えているので多少の小遣い稼ぎになっている。
め以子の嫁入り当初は「老け込むのが嫌」という理由から、家族にも「お静さん」と他人行儀に呼ばせていたが、め以子の働きで家族が一つになるにつれ「お義母さん」と呼ばれるようになり、次第に家内の事にも協力的になる。正蔵が西門家に戻ってからは穏やかな夫婦生活を送り、夫の最期を看取った。
め以子の子供達とは血のつながりはないものの、彼らを実の孫同然に可愛がる。ふ久が周囲から問題児と見なされ、実母のめ以子も持て余していた際には、ふ久を「世界一の別嬪（べっぴん）さん」と呼んで庇い、無償の愛情を注ぐ。
戦時下では食事の内容が貧しくなっていく有様に不満を露わにする。め以子が大量のステーキを焼いて近所の人々に振る舞い「贅沢は敵」と婦人会の女性達から非難された際には「贅沢は素敵やで」と巧妙に切り返し、荒んだ雰囲気を和ませる役を買って出る。
昭和20年に空襲で西門家が焼失した後、桜子の家の別荘へ疎開する。戦前から戦中まで一貫して和服を着ていたが、終戦後にめ以子と再会した際には洋装になっており、大阪に戻るや否や早速着道楽を再開しようとする。蔵座敷の完成後は、元芸妓の才能と経験を活かして接客を担当する。
昭和23年、泰介の初恋を聞かされて、今度は女の子の曾孫を期待し喜んでいたものの、桜子から相手・真沙子の人となりを聞かされると、あまりにも和枝にそっくりである事に怯えていた。
西門 和枝（にしかど かずえ） → 山下 和枝（やました かずえ）
演 - キムラ緑子
悠太郎の長姉で西門家の長女。船場言葉で話し、一人称は「わて」。几帳面な気質で総領娘として家の一切を仕切り、伝統や格式を保つ事にこだわり、家事も完璧にこなす。料理も繊細で、得意とする鰯料理でめ以子は苦手な鰯を克服する。
借金を抱える西門家の資産を増やすために株取引の場に頻繁に出かけていた。め以子には入籍を許さず女中扱いするなど、彼女に対し極端なまでの「いけず」な扱いをする。
婚家の姑から冷遇され、一人息子の事故死を機に離縁され西門家に出戻った過去を持ち、再婚を決意した安西から騙されるなど、不遇な身上を憂い自殺未遂を起こす。その後、倉田の薦める縁談で豪農に後妻として嫁ぐ。
再婚して西門家を離れても、め以子とは「お互い死ぬまで『いけず』し合う」という約束から、出産を控えため以子に糸を玉止めしていない産着やおむつを贈ったり、め以子と同じく創作料理のレシピを「ミセス・キャベジ」との匿名でラジオ番組に投稿して、め以子の採用を阻止して倍の数採用されるなど、手の込んだ「いけず」を続ける。
嫁ぎ先の夫や姑らを看取った後は一人暮らしで、太平洋戦争中は買い出しの人々を相手に、骨董品や着物等と引き換えに食糧を配る。姑の他界後、周囲への借金の取り立てを厳しくしたり農業の方法を改善し、一部の近隣住民から嫌厭されるものの、これにより恩恵を受けた小作人たちからは感謝される。
空襲により疎開してきため以子達を受け入れ、泰介の出征の際にはい草と笹の葉をちまき風に包んだ寿司で送り出し、活男の戦死告知に悲しむめ以子には、自身もかつて子を失った経験と重ね、厳しくも愛情のこもった叱咤激励で立ち直らせる。
戦後、め以子の蔵座敷に大量の鰯を持ち込んで来訪。め以子への口ぶりは相変わらずだったが、満足そうな笑顔を浮かべて料理を楽しんでいた。その帰り際、悠太郎が帰ってきたら伝えるようにと、疎開の際め以子が一筆認めた西門家の権利書を掲げて去っていった。
戦後、実家が破産して売りに出された「うま介」の権利を買い取り大家となる。当初は馬介らを追い出して洋食店を出すつもりであったが、共に事業を起こすはずだった真沙子が実家の鰯料理店を手伝うことになったため、「いわしサンド」を新たなメニューとして出すことを条件に、馬介に店を貸し出す形で事業継続を認めた。ただし馬介からは高額の家賃を取っているらしい。
オープニングにおいてのクレジットの際、一度だけ、彼女が最後の紹介（トメ）となっていた回がある。
演じたキムラ曰く、役柄の反響から普段キムラと親しい人から連絡が来なくなり、暫く人と会わなくなったという。
西門 希子（にしかど のりこ） → 川久保 希子（かわくぼ のりこ）
演 - 高畑充希（少女期：荒田悠良）
悠太郎の妹で西門家の六女。大正12年当時は16歳の女学生。幼少から和枝と静との喧嘩を目の当たりにしていたため、め以子と出会った当初は内向的で無口な性格で、和枝の威圧からめ以子に対して寡黙を貫く。しかし、家族を思うめ以子の働きかけや努力に触れ、彼女を「ちい姉ちゃん」と呼んで慕い、喫茶店「うま介」の街頭宣伝の場で「焼氷有り〼の唄」（やきごおりありますのうた）を歌い美声を披露したり、自殺を図った和枝を叱咤するなど、次第に自分の意見を言い、社交的で明るい気質を表すようになる。
父・正蔵の説明によると、「希子」の名は「希望（きぼう）」に由来するとのこと。
1927年（昭和2年）、「大阪ラヂオ放送」の採用試験にて歌を披露して難関を突破しアナウンサーとして採用され、当時としては最先端の職業婦人となる。少女期は源太に密かに憧れていたが、不審な男に付きまとわれるため帰り道を共にするようになった同僚の川久保に次第に惹かれ、結婚する。
結婚後も仕事を続け、夫と共に西門家で同居を続ける。「うま介」での源太の壮行会では、無事を祈り「いちごの唄」を披露する。
昭和18年、正確な情報を伝えたい思いに反し、検閲を受けた原稿しか読めなくなった上、戦意を高揚するばかりの放送内容に嫌気が差すようになる。そのような折、室井がラジオの生放送で世界平和を唱える物語を即興で語った事に共感し、夫と共に機転を働かせて室井を役人の追及から庇う。昭和20年には大阪が空襲の被害を受けるも、仕事上疎開を許されず、夫と二人で大阪に留まり続ける。
終戦後は行方不明の家族や知人たちの情報を調べてめ以子に連絡する。また、放送局が進駐軍の管理下に置かれ街頭取材が可能になるが、め以子の料理を気に入った進駐軍のモリス大尉と、アメリカを憎みモリスを拒絶するめ以子との仲介役を強要される。この頃では、治安が悪化していた大阪に舞い戻ってきため以子を厳しく諫めて、彼女を憂慮しながらも強気な態度で疎開先に戻るように説得したり、モリスの苦言に対して堂々と反論を返したほか、大会の実況担当から漏れてしまい甲子園に行けなかったことをぼやくなど、内向的だった少女期から見違えるほどの成長を遂げている。
昭和22年の時点では英語力が飛躍的に上達し、蔵座敷でのめ以子とモリス大尉の通訳も務めた。
川久保 啓司（かわくぼ けいじ）
演 - 茂山逸平
大阪ラヂオ放送に勤務する希子の同僚。希子を付け狙う不審な男から守るため希子と帰りを共にするようになり、その後結婚。不審な男にも無駄に立ち向かわずに上手くかわすという穏やかな人物である。自ら平和主義者を語り、怒ることは滅多にないが、たまに怒ると（本人としては）怒りを押し殺し努めて平静に振る舞いつつも、その怒りを完全には抑えられず声や態度から漏れ出てしまい、他人に読まれてしまう所がある。
結婚後は希子と共に西門家に同居。集団生活になじめないふ久に対して「居場所がないなら自分で作るという手もある」と助言を与えたり、自身が野球をやっていた経験から入手しづらくなった野球のミットを泰介のために見付けて来たりと西門家の子供たちを気にかける。また義兄の悠太郎とは仕事の面で相談し合うようになる。
放送局員の仕事柄、社会の情勢に詳しく、戦時中の軍部の情報や戦後の進駐軍の動きをいち早く掴み、希子と共に対処法を家族に助言する。昭和22年に再開が決まった甲子園大会がGHQにより中止させられそうになった時には非常に憤慨し、大会復活のために泰介や諸岡と協力して嘆願運動の先頭に立ち、野球の事になると誰よりも熱くなる意外な一面を見せた。

### 東京編の登場人物

#### 開明軒の人々
山本（やまもと）
演 - 城土井大智
め以子の幼い時分から大五の下で働くコックで、彼からは「ポンちゃん」と呼ばれている。上司の大五がお店のために作ったアンズのシロップ漬けを大五の娘・め以子によって一瓶食べられたのを知った際は、め以子の食道楽ぶりに驚愕していた。
タマ
演 - 郷原慧
大正11年の時点の「開明軒」の従業員。
室井 幸斎（むろい こうさい）
演 - 山中崇
「開明軒」で賄い飯を食べさせてもらっている売れない文士。食を題材にした作品の執筆に取り組んでいた。好奇心が旺盛で、人の揉め事を見聞きするのが好き。無神経で失礼な発言から桜子や源太から窘められる事もあるが、人懐っこく憎めない性格である。
見合いをするめ以子に対して悠太郎への思いに気付かせる発言をしたり、卯野家を追い出された悠太郎を自宅に泊め、病臥の悠太郎の看護をめ以子に頼むなど、二人の仲を取り持つ。その後、「開明軒」で知り合った桜子から自作の小説を酷評されて奮起し、新しく書き直した小説が文学賞に佳作入選。以来、桜子を「幸運の女神」と呼び恋い慕い、彼女と駆け落ちし大阪を訪れ、源太の紹介で喫茶「うま介」に身を寄せる。
その後、おでんの食材を擬人化した童話を発表し、昭和15年には時局に合わせて「おでん皇國戦記」など軍事教育を織り込んだ童話を発表し、人気を得る。その一方で大人向けに書いた恋愛小説である「塩と砂糖」の文章表現が検閲に引っかかり出版中止となり、桜子ともども落胆する。 表現や言論の自由が完全に奪われた戦時下で国威高揚のための作品を書くのは仕方のないことと割り切っていたが、生放送のラジオ番組で「おでん皇國戦記」の戦闘場面を朗読する予定を、天災がきっかけで敵味方ともに「地球という一つの鍋」で平和になるという内容の結末に変更して即興で語り、桜子たち聴衆の笑いを誘う。これに腹を立てた役人から事情聴取を受けるが、「これは大日本帝国による世界統一を表す結末である」といった希子と啓司の弁明のおかげで難を逃れる。
太平洋戦争勃発後、疎開していた桜子のもとから追い出されて大阪に戻る。焼け残った西門家の蔵に勝手に住み着いていたおり、終戦後帰宅しため以子と再会。同じく再会した源太と共に、め以子の露天商の手伝いをする。
昭和22年、め以子をモデルにして「阿呆の佛（あほうのほとけ）」と題する新たな小説を新聞に連載する。やがて、桜子が自分を追い出した本当の理由を桜子本人から知らされ、また「阿呆の佛」によって桜子からも大作家と認められたことで復縁する。
昭和23年時では、他人の揉め事好きや無神経ぶりは相変わらずで、泰介の初恋を応援しようとして余計な手出しをして、挙句にめ以子と悠太郎の馴れ初めが関わる因縁まで掘り起こしてしまい話をこじらせる。
新井社長（あらい しゃちょう）
演 - 南条好輝
「開明軒」の常連客。かつて大五が「開明軒」を開く際に出資してくれた恩人でもある。幼少時のめ以子に、当時の日本ではまだ珍しい食物であった「いちご」の名前を教え、め以子にいちごジャムを贈る。め以子の良き理解者であり、女学生になっため以子に好条件の縁談を持ちかけ見合の場で破談にされるが、め以子と悠太郎の結婚を容認し、照生から頼まれて、反対する大五を説得する。

#### 清明高等女学校の人々
堀之端 桜子（ほりのはた さくらこ） → 室井 桜子（むろい さくらこ）
演 - 前田亜季
め以子の清明高等女学校時代の級友。専属料理人がいるほどの裕福な家柄の子女。マイペースで押しが強く、室井によると「生まれてから人に命令しかしたことがない」。め以子にとっては時に叱咤激励してくれる、良き理解者で相談相手である。小説が好きで、女学生時は文筆家になることを夢見る。兄の友人と交際を始めるが、交際に反対する桜子の父親の圧力により失恋する。
女学校卒業後、室井の心許なさに同情し結婚。駆け落ちし、め以子を頼って大阪を訪れる。駆け落ち後は、居候する喫茶店「うま介」で働きながら、室井を一流の作家にすることを人生の目標とし、彼を叱咤しながら支えていく。しかし、戦局の悪化に伴って国威高揚を宣伝する作品しか発表できなくなった室井の境遇に憤りを露わにするものの、室井がラジオの番組で役人の監視もかまわず世界平和を唱える物語を即興で語った際にはこれを絶賛する。戦況が悪化した昭和20年に父と和解した模様で、幸斎・文女および静と共に実家の別荘に疎開する。
その後、突然幸斎を疎開先から追い出した上、終戦後には別れを告げる内容の手紙をしたため、大阪に帰宅する静に託す。さらには民子の姪・路代を自身の影武者に仕立てて幸斎と文通させ逢引きにまで至らせるが、これらはいずれも幸斎を極限の状態まで追い込んでその文才を開花させるための一計であり、その努力は幸斎を「阿呆の佛」執筆に至らせたことで結実。無事和解して元の鞘に納まった後は大阪に戻り、ふたたび「うま介」で働く。
野川 民子（のがわ たみこ）
演 - 宮嶋麻衣
め以子の清明高等女学校時代の級友。小柄で控えめな性格で、将来は教師になることを夢見る。愛称は「たみちゃん」。悠太郎に思いを寄せるが、悠太郎に意中の女性がいることを知り失恋する。
め以子が大阪に嫁入りした以降は一切姿を見せなかったが、関東大震災での宮本先生の訃報をめ以子と桜子に知らせるため、手紙をしたため室井に託す。また疎開中の桜子に女優志望の姪・路代を紹介する。
宮本先生（みやもと せんせい）
演 - 奥貫薫
め以子の清明高等女学校時代の担任で、割烹（調理）の教師。菓子を勝手に学校に持ち込んで食べたり、授業に身が入らないめ以子に厳しく対処する。一方、め以子の料理に対しての関心に気付き、彼女の将来の夢のきっかけに導いたり、悠太郎のために料理を考えるめ以子の相談相手となり親切にアドバイスをする。
関東大震災時の火事に巻き込まれ命を落とす。

#### 東京帝国大学の人々
竹元 勇三（たけもと ゆうぞう）
演 - ムロツヨシ
アメリカ帰りの建築家。天才肌だが気難しく短気で強引で、会話中に相手を罵り喚き散らす。母校の東京帝国大学で教鞭を執り、悠太郎と知り合う。
「開明軒」に来店した際、店舗入口の階段の不具合で怪我をし、客への安全配慮の至らなさを激怒するが、後日悠太郎が修理した階段を見て装飾を助言し協力する。
後に京都帝国大学の教授に就任し、大阪市の都市計画事業から監修役として招聘され、市役所の建築課に勤務している悠太郎と深く関わる事になる。
昭和に入り、御堂筋の高速地下鉄道の駅舎の設計を担当する。
独特な美意識の持ち主で、舶来品のシャツや靴を愛用し、設計への妥協を許さずに現場で資材を調達する悠太郎達を悩ませる。しかし厳しい態度とは裏腹に、安全性を重視する悠太郎の姿勢を密かに評価している。また食通で「うま介」の「焼き氷」を気に入って頻繁に通い自作の氷削機を送ったり、め以子が作ったカレーを食した際には「カレーの女神」と絶賛する。め以子のことは「奥」と呼んでいる。
ふ久を幼少期から「猫娘」と呼び、彼女の高等女学生時にはその物理の才能と集団行動に馴染めない性格を認め、学校をサボった際には勉強を教えた。
戦時下ではいよいよ資材が不足する事に腹をたてて現場に怒りを募らせ、悠太郎から人々の安全を主張の上で設計の大幅変更を願い出られたことで、駅舎の建築計画から外れることを言い渡し、悠太郎との絶縁を決める。地下鉄計画中止が決定した後「この国から独立する」との書き置きを残し行方をくらます。
終戦後、蔵座敷を計画するめ以子達の前に突如姿を現し、半ば強引に蔵座敷建設に参加する。座敷のアイデアについて、奇想天外な発言でめ以子を辟易させるが、実際にはいつでも悠太郎の帰りを迎え入れる事が窺えるデザイン画を描き上げ提供する。
洋行帰りの美青年にシャツの柄について誉められてデザインに取り入れた事があるが、後にその男と共に、カレー粉持参の上で蔵座敷を訪れる。
のちに「うま介」が売りに出された際には、愛する焼氷の危機に居ても立ってもいられず抗議に訪れる。そこで新たな家主である和枝と初めて顔を合わせ意外にも意気投合、「うま介」を閉店の危機から救い、新たな看板メニューとなる「いわしサンド」の誕生に貢献する。
チーフ・プロデューサーの岡本と脚本の森下は、大阪の街づくりに大きな影響を及ぼした建築家・武田五一へのオマージュとして誕生したキャラクターと話している。
近藤 学（こんどう まなぶ）
演 - 石田卓也
悠太郎の友人の帝大生。当初は彼が卯野家に下宿する予定であったが、悠太郎が最初の下宿予定先から受け入れに難色を示されたため、下宿予定先を交換する。
教授
演 - 及川達郎
悠太郎が通う帝大の教授。悠太郎に東京に残って研究をするよう勧める。

#### め以子の幼馴染み
泉 源太（いずみ げんた）
演 - 和田正人（幼少期：屋島昂太）
め以子の小学校時代の同級生。愛称は「源ちゃん」。小学校時代はいたずら好きで、力ずくでめ以子の食べ物を奪おうとしたり、悪巧みに巻き込んだりするが、その反面、祖母のトラが病気になって元気をなくしため以子を心配し相談に乗ったり、いちごを探すめ以子に協力するなど仲間意識は強い。
その後、家庭の事情で大阪へ移住。奉公先の天満天神市場の肉屋「牛樂商店」で働く中、西門家に嫁いだめ以子と再会。大阪の食文化に馴染もうとするめ以子に天満市場の人々を紹介するなど協力する。
「天満商店街のやんちゃ坊主」と言われ市場では有名人。関東大震災で避難してきた人々を積極的に助けたり、入手困難な食材をどこかから調達してきたりと、陽気で男気のある性格で周囲から頼りにされている。小学生時に父親を亡くし母も再婚しているため家族との縁が薄く、正蔵が花街で暮らしていた時は「師匠」と呼んで父親のように慕っていた。
女好きで大勢の女性と遊び、また希子から憧れられたりと女性によくモテる。本人は太めの女性が好みと語るが、幼馴染みであるめ以子には弱いようで、め以子に頼まれたり彼女が窮地になった時には何かと世話を焼く。その気の置けない間柄について、悠太郎から浮気と誤解されたり、嫉妬されることもあった。
昭和15年に赤紙が届き、周囲には普段通り明るく振る舞っていたが、め以子には「行きたくない」と本音を漏らす。め以子から贈られた餞別品の「いちごの形の赤茄子ご飯」を持って出征する。翌年、除隊し大阪に戻るが、戦地での過酷な体験が原因で、命有る物で作ったすべての食物を口にできなくなり衰弱し、一時は危篤に陥る。め以子の必死の呼びかけで意識が戻り、命を犠牲にしていない食材である「牛乳」を飲めるようになったのをきっかけに、次第に食事を摂れるようになり回復。その後は肉屋の仕事に復帰する。
悠太郎が満州に渡る前にめ以子の事を頼みに来た際には、源太にとってもめ以子は「たった一人の人生の相方」として大切な存在である事を告げ、ずっと見守り続けると約束する。
終戦後は、人脈の広さを生かして闇市での仕入れをしたり、焼け出された子供たちに靴磨きの仕事を斡旋する。悠太郎の帰りを待ち続けるめ以子には複雑な思いを寄せながらも支え続ける。彼女が弱音を吐いた時にはプロポーズをして断られると「惚れた弱みだからずっと（悠太郎を）待つしかない」と励ました。
昭和23年時点では相変らず「うま介」に入り浸っており、一方で引き続き肉屋の仕事に従事している。
チヨ
演 - 藤田聖理
め以子の小学校の同級生。め以子とは隣席で友人。
賢二郎
演 - 向鈴鳥
め以子の小学校の同級生。源太の友人。
太
演 - 森遥野
め以子の小学校の同級生。源太の友人。

#### その他の東京編の登場人物
村井 亜貴子（むらい あきこ） → 松田 亜貴子（まつだ あきこ）→ 島津 亜貴子（しまづ あきこ）
演 - 加藤あい（少女期：野田琴乃）
悠太郎の幼馴染み。悠太郎と同じく火事で両親を亡くしたことをきっかけに、東京で医師を志す。美人な上に勉強熱心で明るく気さくな女性。
少女時代、両親の他界により親戚に引き取られるが、医者になるための学費の工面は不可能であったため、村井家に学費を支援してもらう条件で、同じ火事で全身火傷を負った村井家の息子と不本意ながら結婚の約束をした。折しも父に家出された悠太郎と意気投合し、駆け落ちをするも未遂に終わり、以後も悠太郎に未練を持ち続けてきた。
女学生時代のめ以子は、先述の非の打ちどころが無い佇まいと、悠太郎から好意を窺わせる発言を聞き、彼女に対して劣等感を抱く。
昭和6年に夫を亡くし、夫の両親の勧めで旧姓（松田）に戻す。昭和7年、大阪南総合病院に勤務中、怪我をして運ばれてきた悠太郎と偶然再会。以後、治療の建前で悠太郎と会い続け、め以子を苛立たせる事となる。悠太郎に抱きしめられるが、亡き夫の優しさと存在の大きさに改めて気づき、悠太郎を振る。
昭和16年、め以子から相談を受けたことから、食が摂れず衰弱していく源太の往診に西門家を訪れる。その後「ベルリン大学卒業で長身で料理上手で年下」という軍医と再婚したことを、め以子に報告する。
担任
演 - 中川浩三
め以子の小学時代の担任。役名は不明。幼少期のめ以子の行動に手を焼いており、め以子が産み立ての卵で作るオムレツの味を試したい為に学校の鶏小屋に侵入しトラブル起こした際は「学校の物を勝手に取るのは良くない」と諭し、新井社長から貰った苺のジャムが原因で源太とトラブルになった際は学校に持ってきたことよりも「一口くらいあげても良かったんじゃないか？」と諭した。
和尚
演 - 亀井賢二
トラの幼馴染み。幼い頃、柿を盗み食いし腸チフスに罹患したことから、トラから「腐れ柿のカズちゃん」とあだ名で呼ばれる。また自身のお寺の供え物をめ以子らによって盗み食いされたことがあるが、トラが倒れたことをめ以子から聞かされ供え物のいちごの差出人の情報をめ以子に教え、「人さらいが出てるから大人と一緒に行くように」と忠告して送り出した。
紳士
演 - 松井桂三
め以子の幼少時、「開明軒」に客として訪れ、大量のメニューを注文した上、ナイフとフォークは使いづらいとイクに箸を所望するが、あくまでフランス式の作法にこだわっていた大五の方針によって断られる。正体は覆面記者「味一番」で、後日、新聞にて「開明軒」を酷評する。
黒田（くろだ）
演 - 金替康博
いちごの試験農場の研究員。偶然出会った幼いめ以子が病気の祖母のためにいちごを探していると聞き、め以子を試験農場へ連れて行くが、事前に和尚から忠告を聞いていため以子から人攫いに間違えられる。
白川（しらかわ）
演 - 伊藤えん魔
いちごの試験農場の研究員。黒田と共に、病気のトラのためにいちごを探しているめ以子に協力し、農場に3個だけ残っていたいちごをめ以子に与える。
男子学生
演 - 光平崇弘
名は「松山巌」。民子に密かに好意を寄せ、め以子を呼び出して、民子に以心伝心の男性が居るかを聞き出す。
桜子の兄の友人
演 - 吉田佳
役名は不明であるが、桜子に貸した本に挟んだ栞に手紙をしたため彼女に交際を申し込んだことから、め以子と民子から「栞の君（しおりのきみ）」と呼ばれる。二人の交際に反対する桜子の父親から圧力をかけられ、自分の将来を第一に考えて、一方的に桜子との縁を切る。
丸岡 真次郎（まるおか しんじろう）
演 - 中村織央（青年） → 千原せいじ
老舗の料理屋「まるや」の次男。新井社長がめ以子に持ちかけた縁談の相手。家事は出来ないが味覚は冴えているめ以子を「まるや」の味見係にするつもりで結婚を申し込むが、最終的にめ以子から結婚を断られる。
破談が原因で洋食嫌いになってしまったが、 形相が大きく変貌する程の苦労を経て、大阪に「まるおか」を構える。野球好きで、店に出入りしていた泰介を良く思っていたが、戦後真沙子と泰介の間に関わりができるまで、彼がめ以子の息子であることを知らなかった。また真沙子に宛てて泰介が書いた（という想定で室井が勝手に書いて出した）恋文の件で抗議のため「うま介」を訪れた際に、偶然にも因縁の相手である悠太郎とも顔を合わせる。
まるや当主
演 - 東康平
め以子の見合いに同席した、真次郎の父親。
まるや女将
演 - ひろみどり
め以子の見合いに同席した、真次郎の母親。

### 大阪編の登場人物

#### 大阪市役所の人々
藤井 耕作（ふじい こうさく）
演 - 木本武宏（TKO）
建築課長。柔和な性格。実母と妻の不仲について頻繁に愚痴を漏らしている。悠太郎が職場にぬか床を持ち込んだ際には「べにこ」と名付け大切に手入れをする。
昭和15年時では市役所を退職し、建設会社を経営している。異動となった悠太郎に建物防火に関する資料を貸し、彼が逮捕された時にはめ以子と共に、幼馴染みである里見に処罰の免除を嘆願する。
終戦後、妻が大阪に戻って来ることを理由に、戦時中も大切に保管していたぬか床をめ以子に返還する。また西門家の蔵座敷の改築に協力する。
大村 宋介（おおむら そうすけ）
演 - 徳井優
悠太郎の建築課の先輩。職歴20年のベテランの木造建築の設計技手。配属されたばかりの悠太郎を「赤門」と呼び嫌味混じりで指導をし、困惑させるが、やがて打ち解けて公私にわたり悠太郎の相談に乗るようになる。悠太郎がコンクリート造の小学校の設計を任されてからは、悠太郎を「棟梁」と呼ぶ。大阪の天神祭の事に熟知しており、天満天神市場界隈では小柄な体格と相まって「小さな巨人」と称されている。
昭和16年時では市役所を退職しているが、藤井と共に悠太郎からの相談に乗っている。終戦後、藤井と共に蔵座敷の改築に協力する。竹元の奇想天外な発想を瞬時に理解できる数少ない一人でもある。
新条助役（しんじょう じょやく）
演 - 曾我廼家八十吉
大阪市役所の助役。関東大震災が発生した際、市役所内部に緊急対策本部を設置し、救援隊の派遣を決定するも、所属する部署が違う（救援隊の派遣は港湾部の仕事であって建築課の仕事ではない）ことを理由に悠太郎の救援隊への参加申し出を断るが、竹元の口添えを受け、条件付きでの参加を認める。
竹元 勇三（たけもと ゆうぞう）
演 - ムロツヨシ
詳細は東京編の登場人物 東京帝国大学の人々の項を参照。
市役所上役
演 - 永田周作
悠太郎に防火改修課への異動を命じる。
中西（なかにし）
演 - 酒井高陽
防火改修課での悠太郎の同僚。
恩田（おんだ）
演 - 要冷蔵
市役所の総務局長。

#### 地下鉄建設関係者
池本 元（いけもと はじめ）
演 - 八十田勇一
悠太郎の上司で、高速地下鉄道敷設工事の現場監督。会話にたびたび駄洒落を挟むが、全く相手にされていない。
石川 公之助（いしかわ こうのすけ）
演 - 長江健次
高速地下鉄道敷設工事の土木担当。地下鉄道ホームの設計をめぐり悠太郎と対立したが、その情熱や理想は理解している。
真田 紳太郎（さなだ しんたろう）
演 - 倉本発
高速地下鉄道敷設工事の建築担当。悠太郎の部下。
増岡 要司（ますおか ようじ）
演 - 湯浅崇
高速地下鉄道敷設工事における、建築会社の現場監督。
木崎（きざき）
演 - や乃えいじ
建設会社の担当。不足する資材集めのため、靴が擦り切れるまで奔走している事を涙ながら竹元に訴えるが、竹元からは「底抜け浪花節野郎」と激昂される。

#### 天満天神市場の人々
泉 源太（いずみ げんた）
演 - 和田正人
詳細は東京編の登場人物 め以子の幼馴染みの項を参照。
銀次（ぎんじ）
演 - 西川忠志
魚屋「魚喜」店主。魚島の行事で大量の鯛が必要になった時、め以子は魚喜でアルバイトをして鯛の代金を賄った。その際、銀次から魚の見分け方や調理法を習い、その後も魚料理についてアドバイスをもらうようになる。後にめ以子の妊娠が判明し、安静の状態になった際には、見舞いの品として大量の鰯を贈る。その鰯は和枝の手で美味しく調理され、結果としてめ以子が苦手な鰯を克服するきっかけとなる。
終戦後、源太と共に闇市でめ以子の露天商に協力する。
タネ
演 - 山﨑千惠子
八百屋「八百幸」の女将。関東大震災時には、近所の救護所の炊き出しに参加する。
定吉（さだきち）
演 - 蟷螂襲
乾物屋「満惣」店主。
マツオ
演 - 鍋島浩
源太が勤める肉屋「牛樂商店」店主。陽気で明るい人物。
戦争で源太の出征が決まった時は別人のように雰囲気が暗くなり、物資の統制が厳しくなってからは肉も贅沢品と見なされ店の経営が苦しくなる。そのような折、め以子から巨大な牛肉の塊を所望された際には戸惑いながらも承諾し、め以子と協力して肉の塊を西門家へ運ぶ。
源太の復員後は元の明るさを取り戻し、終戦後は源太と共に闇市でめ以子の露天商に協力する。
トミ
演 - マエダユミ
マツオの妻で、「牛樂商店」の女将。関東大震災時には、近所の救護所の炊き出しに参加する。源太を実の息子同然に可愛がっており、源太の出征が決まった時には泣いて悲しんでいた。
終戦後、夫や源太と共に闇市でめ以子の露天商に協力する。

#### 喫茶店「うま介」の人々
高木 馬介（たかぎ うますけ）
演 - 中村靖日
源太の知り合いで、喫茶店「うま介」の店主。焼氷（やきごおり）と称するかき氷の一種を始め、ユニークなメニューを店の売りにしているが、当初はあまり流行っていなかった。源太から頼まれ、東京から駆け落ちしてきた桜子と室井、さらに西門家を追い出されため以子と希子を受け入れる。め以子たちのテコ入れにより、閑古鳥が鳴いていた店は賑わいを見せるようになる。
戦時下では食材が入手困難のため店は開店休業状態となり、ドイツで飲まれているとされるたんぽぽコーヒーを試行錯誤して作ったり、日々の有り合わせの野菜・野草などで「よしだ汁」を作ったりして、店で提供する。
普段はお人好しで、ひ弱な雰囲気のある優男だが、焼氷を注文した客が特高警察によって連行されそうになった際には、せめて客が食べ終えるまで待ってくれるよう、身を挺して役人たちを説得する男気を見せ、め以子に深い感銘を与える。その後は「うま介」を国防婦人会の共同炊事の場として提供したり、西門家が全焼した最初の大阪空襲時には行き場のない住民たちの一時避難場所としても開放した（その後、2回目以降の空襲で店舗は焼失した模様）。
終戦後、焼け跡にできた闇市でめ以子と再会し、め以子の露天商に協力する。その後、竹元の提案と進駐軍の資金援助により、進駐軍の出入り自由（オンリミット）とする条件で「うま介」を再建する。
昭和23年、実家が破産して「うま介」の店舗を勝手に売りに出されてしまい閉店の危機に陥るが、焼氷を超える新たな看板メニュー「いわしサンド」が人気を得て結果的に危機を乗り切るが、新たな家主となった和枝から高額の家賃を取られる事になったため、儲かるどころか「馬車馬のように」働かざるを得ない状態になっている。
室井 桜子（むろい さくらこ）
演 - 前田亜季
詳細は東京編の登場人物 清明高等女学校の人々の項を参照。
室井 幸斎（むろい こうさい）
演 - 山中崇
詳細は東京編の登場人物 開明軒の人々の項を参照。
室井 文女（むろい あやめ）
演 - 安部洋花（少女期：杉本瑛）
室井夫妻の長女。幼少期より父の幸斎に溺愛されて育つ。口数は少ないものの、「うま介」にて皆が集まる場面にはたびたび顔を出しており、戦時中では母の桜子と共に東京へ疎開。終戦後、復縁した父母と共に「うま介」に戻るが、「阿呆の佛」最終話の原稿が書き上がらないにもかかわらず甲子園へ観戦に行きたがる父・幸斎を椅子に縛り付け、戻ってきた後もまだ完成していないと分かると活を入れるなど、桜子のしたたかな性格を受け継いだ様子が窺える。
高木 龍子（たかぎ たつこ）
演 - 木全晶子
馬介の姉。音楽の素養があり、店の宣伝のために室井が作詞した「焼氷有り〼の唄」に曲を付け、街頭宣伝の際にオルガンで伴奏をする。また、源太の壮行会の際にも、希子が歌う「いちごの唄」の伴奏をする。

#### 西門四姉妹
第94回と第95回で登場した西門家の次女、三女、四女、五女。全員が長姉の和枝に同調しており、悠太郎夫妻や希子の前では無愛想だが、昔馴染みの倉田とは仲がよい模様。4人の年齢の順位は明らかにされていない。
冨美（ふみ）
演 - 中道裕子
満子（みつこ）
演 - 中野蛍
志おり（しおり）
演 - 原口志保
逸（いつ）
演 - 栁澤美由紀

#### 諸岡家
ふ久の嫁ぎ先で、大阪市内で食器や花瓶など（主にガラス製品）を作る工場を営んでいる。戦争のため経営危機に陥るが、終戦後はめ以子の機転により回復のきっかけをつかんだ模様。
諸岡 弘士（もろおか ひろし）
演 - 中山義紘
泰介の中学校の先輩で、野球部のピッチャー。西門家の夕食にもたびたび相伴し、め以子お手製のカツやタルタルソースを絶賛する感激屋。キャッチャーの泰介と共に甲子園を目指し、予選を順調に勝ち続けるも、戦局の悪化により甲子園の全国大会が中止になってしまい、失望と憤りを露わにする。
昭和19年に徴兵検査を受けて合格した矢先、ふ久から「（諸岡の）子供が産みたい」との告白を受ける。満更でもない気持ちでありながらも、出征して戦死するかもしれない身であるゆえ、ふ久を不幸にさせたくないことから結婚を断る。しかし、諦めきれないふ久から強引に迫られる。ふ久の気持ちを知っため以子夫婦の懇願もあり、正式に結婚が認められ、西門家で慎ましやかながら内祝いを受けた後に出征する。
終戦後、無事に復員し、め以子の協力を得て、戦争で失われた実家の工場の再建に取り組む。昭和22年に復活が決まった甲子園大会がGHQによって取り消された時には、後輩たちの夢を守るために泰介や川久保らと協力してGHQとの交渉に奮闘する。その甲斐あって大会の復活が実現すると、今度は息子の大吉を甲子園へ行かせることを新たな夢とする。
諸岡 菊子（もろおか きくこ）
演 - 中島瞳
弘士の妹。
諸岡 キヨ（もろおか きよ）
演 - 楠見薫
弘士と菊子の母親。め以子の話によると、彼女とは「馬が合いそう」で、息子とふ久の結婚には泣いて喜んだとの事。空襲の中、ふ久の出産に立ち会う。
諸岡 勤（もろおか つとむ）
演 - 国木田かっぱ
弘士と菊子の父親。ふ久の発案と協力で熱効率のよい新式の火なしこんろを開発し、西門家に届ける。
諸岡 大吉（もろおか だいきち）
演 - 今西優真
弘士とふ久の長男で、め以子にとっては初孫。大阪大空襲が起きた夜に産まれる。弘士は将来甲子園に行かせたいと語り、ボール遊びをさせている。

#### 高山家
高山 多江（たかやま たえ）
演 - 西村亜矢子
西門家の近隣に住む主婦。ふ久が小学生時代に自宅の二階から落とした石で息子が怪我を負い、苦情を言いに来た。
戦時下の国防婦人会発足後は「ぜいたくは敵だ」の戦時標語を掲げて天満支部を仕切り、め以子に意地悪をする。め以子がステーキを振る舞った際には当初怒りを露にするが、匂いと美味しさに根負けする。この件が婦人会からの振る舞いと思った周囲に感謝され、上機嫌になる。
太平洋戦争突入後、め以子の闇購入を通報した密告者と疑われ揉み合いとなる。婦人会の共同炊事の際に、め以子に誤解であることや、自らも木炭を闇購入していることなどを説明し和解する。
高山 勝治（たかやま かつじ）
演 - 森本竜一
多江の夫。め以子が巨大な牛肉の塊を買い込む「贅沢」を聞きつけ、文句を言おうと西門家に乗り込むが、差し出されたステーキの誘惑に勝てず口にし、西門家のペースに乗せられる。
戦中、防火演習に参加し、悠太郎が逮捕された時の様子をめ以子に伝える。終戦後、戦死した息子の代わりに養子を取りたいと希望する。
高山 勝（たかやま まさる）
演 - 向井照鷹
多江と勝治の息子。小学校でふ久が落とした石が原因で怪我を負う。
登場は小学校時代のみで、成人後は戦死して英霊になったことが多江により語られる。

#### 国防婦人会
甲田 みね（こうだ みね）
演 - 小牧芽美
西門家とは近所付き合いで、祝言の時に台所を貸したり、め以子と共に国防婦人会に参加している。終戦後、夫を亡くしたため疎開先にそのまま引っ越す旨を語る。
伸世（のぶよ）
演 - 那々實あぐり
房子（ふさこ）
演 - 宮川サキ
時子（ときこ）
演 - 川合麻子
松島（まつしま）
演 - 徳田尚美
大日本国防婦人会副会長。名前は「松島正子」。め以子を訪ねて雑誌での座談会参加の依頼をするが、め以子が闇購入で家宅捜索を受けて数日後に断りの連絡を入れる。後に雑誌「婦人通信」にて「ミナミのごちそうさん」と自称し、め以子の話を自らの実経験と偽って掲載していることが発覚すると共に、彼女がめ以子を通報したことが判明する。

#### 闇市の人々
香月（かづき）
演 - 波岡一喜
め以子が戦後に露店を出した闇市を仕切るチンピラ。め以子を「おばはん」と呼び、無断で出店した彼女を威圧し場所代を請求する。一方、戦争により職を失った人々のために仕事を斡旋したり、戦争ではぐれた兄弟の再会を見て感涙するなど、人情深い面を持つ。め以子と同様食道楽でもあり、常に串物を手にして屋台の試食もしている。
食べ物の屋台が立ち並ぶ「うまいもん横丁」を作る構想を立て、何でも美味しく調理し商売するめ以子に一目置き、屋台への料理指導を依頼する。闇市の手入れでめ以子が警察に逮捕された際は、裏で手を回し、罰金とめ以子に闇市で商売させない条件で釈放させる。その後もめ以子とは関わりがあるようで、賑わうようになった「うまいもん横丁」の基礎を固めため以子に感謝している様子をみせる。
チンピラ
演 - 梅林亮太
香月の子分格の男。
くず芋屋
演 - 勝野賢三
闇市で馬の餌用の小さなジャガイモを売る。め以子は彼からジャガイモを安く買い取り、「うまいもん」の露店を出すきっかけとなる。
ふかし芋屋
演 - 南谷峰洋
戦争で職を失い、香月の斡旋で、闇市でふかし芋の露店を出した男性。調理に不慣れなため、め以子が指導に当たる。
真岡（まおか）
演 - 三輪浩伸
復員兵の一人。通りかかっため以子の露店で販売するぬか漬けを絶賛し、米三俵を買い取らないかと持ちかけて、当時の価格で4500円もの大金をめ以子に請求する。その後、め以子が蔵座敷を始めるにあたり、調味料や薬味になる野菜を提供する。
古着屋
演 - 岡大介
疎開から戻った静が着物を買おうとしていた古着屋。
少年
演 - 若林仁
役名は「和正（かずまさ）」。藤井からぬか床を奪い逃走していた浮浪児。後に泰介の尽力で兄と再会、その際に「かっちゃん」というあだ名である事を知っため以子は、活男を思い出し涙する。
復員兵
演 - 中村大輝
少年（和正）の兄。泰介が人捜しで引き合わせに成功した第1号となる。

#### GHQ（進駐軍）
モリス大尉
演 - トーマス・リンドブルーム
終戦後、大阪ラヂオ局を管理下に置いたGHQ（進駐軍）の責任者。食事の時に「Yummy（おいしい）」と呟いた事から、め以子と希子からは「ヤミー」とあだ名されている。
ラヂオ局の休憩時間に希子たちが食べていため以子手作りのおむすび弁当に興味を持ち、め以子が嫌がるのも構わず大金を出して強引に弁当を買い占める。その後、希子を通して、め以子に局内で弁当を売って欲しいと申し付けたり、め以子の蔵座敷で食事をしたいと希望するが、め以子本人は活男を戦死させた米軍を憎み続けていたため、彼の希望は叶わなかった。
昭和22年、ハイスクールの同窓であるトム・カーチスが甲子園大会の復活を取り消した際、め以子の蔵座敷へ招待してもらうことを条件にカーチスへの説得の協力を引き受ける。そして念願叶い蔵座敷で食事をした際、彼自身も息子を無理に軍に入隊させて真珠湾攻撃で戦死させたことをめ以子に打ち明け、似た境遇であるめ以子と苦悩を分かち合い和解する。後日、希子の伝言を通して、カーチスを説得するための有効なヒントを泰介たちに与える。
ベッカー少尉
演 - ジェイムズ・マクルロイ
終戦後、大阪ラヂオ局に最初に現れたGHQの一人で、日本語を話せる。「〜しろ」といった命令口調でモリス大尉の通訳を務める。
米兵
演 - ジェズ・ハンコック
街頭で子供達にチョコレートを投げ与え、その様子を見咎めため以子にも強引にチョコレートを押しつける。
トム・カーチス
演 - デビット・マックフォール
GHQの民間情報教育局長。モリス大尉とはハイスクールの同窓。かつては学生野球のスター選手であったが、身体が小さいためプロ選手になれなかった苦い過去を持つ。そのため、プロになれない学生野球は無意味と考え、民間情報教育局の許可を得ていないという名目により甲子園大会の復活を取り消そうとしたが、泰介たちから大好物のアイスクリーム（め以子がモリス大尉の助言に基づいて作ったもの）を提供されると共に学生野球に対する泰介たちの熱い思いを聞き、大会の復活を認める。
通訳
演 - ヘンリー・ファウラー
カーチスの通訳を務めるGHQの職員。「〜と言うてはります」といった大阪弁の口調で日本語を話す。
米兵
演 - ジェレミー・ヘッティンガー
カーチスと同席していたGHQの職員。

#### その他の大阪編の登場人物
倉田 義男（くらた よしお）
演 - 綾田俊樹
西門家と古くから交流がある資産家。どんな状況でも動じず常に飄々としている大らかな人柄の好々爺で、西門家の全員から信頼されており、希子や結婚に関し不幸が重なる和枝に縁談を紹介したり、悠太郎の相談にのるなどしている。和枝の株仲間でもあり、彼女のめ以子に対する愚痴の聞き役にもなっている。
め以子と和枝の双方に分け隔て・先入観なく優しく接する人物であり、希子が祝言の場で、め以子と悠太郎の祝言も一緒に上げたいと言い出した際には、怒る和枝や他の姉たちをなだめ、他の出席者たちと共に頭を下げて説得に力を貸す。
終戦後間もなく、焼け跡の土地を買うとの内容の新聞広告を出す。また、め以子に頼まれて、当時入手困難で高価であった米の代金を出資する。
その後、友人達と共に焼け残った西門家の蔵を訪れ、友人が持参してきた生たこの調理をめ以子に依頼。これをきっかけに、費用を自分がすべて出資した上で、西門家の蔵を改築した蔵座敷の営業を提案。さらに西門家が住むバラックも建てる。蔵座敷の完成後、そこに行く事を示す友人同士の暗号を「ごちそうさん」と決める。
うどん屋店主
演 - 逢坂じゅん
悠太郎が通ううどん屋の店主。大阪の西門家に来て間もないめ以子が、絶食を経て初めて口にしたうどんで、昆布だしの味を知るきっかけとなる。
関口先生（せきぐち せんせい）
演 - むかいさとこ
希子が通う女学校の担任。
長屋の女性
演 - 黒坂真美
捨蔵（正蔵）の近所に住み、身の回りの世話をしていた。正蔵が西門家に戻ったことで縁が切れた模様。
染丸（そめまる）
演 - 馬場園梓（アジアン）
捨蔵の近所に住む芸妓。源太に想いを寄せていたが、大晦日を前に源太を見限り、別の男性に乗り換えた模様。
ヨシムラ
演 - 三谷昌登
ガス会社社員。悠太郎からの提案で、近隣住民に宣伝目的で実演することを条件にガスコンロを西門家に無料で設置する。しかし、後に和枝がこのガスコンロを使って自殺未遂騒動を起こす。関東大震災の後、ガスコンロは地震の時にもすぐに火を消せる安全な調理器具として、多くの人々の注目を集めることになる。
玉助
演 - 鈴木一輝
大阪一の紙問屋「三島」の息子。倉田の媒酌で希子と見合いをするが、泥酔した正蔵が割り込み暴れたことで気を害し破談にする。
紙問屋主人
演 - 小松健悦
玉助の父親。
紙問屋女将
演 - 林英世
玉助の母親。
安西 真之介（あんざい しんのすけ）
演 - 古舘寛治
中年紳士の風貌をし、京都帝大経済学教授・安西真之介を名乗るが、実は詐欺師。株取引を通じて和枝に接近し、交際を経て求婚し、彼女に気がある素振りを見せて信用を得る。複数の人間から成る詐欺師グループの一員として、和枝が当てた株の配当金を全額だまし取って逃走し、新聞でも報道される。
名前は偽名であり、本物の安西（演 - 名村克良）は、彼とは似ても似つかぬ白髪の老人である。
谷川 ふみ（たにがわ ふみ）
演 - 星野真里
関東大震災時、西門家の近所の救護所に避難した女性。本職は髪結いで、め以子の実家に近い湯島から来た。無遠慮に開明軒の安否を尋ねるめ以子に嫌味で返し、食事を摂るようめ以子に説得されて怒りを露にする。震災で夫と2人の息子を亡くし、生きる気力を失い一切の食事を拒んだ末に昏睡状態に陥るが、好物のさんまの塩焼きの香りで目覚めて自らの食欲に根負けし、以後は食事を摂るようになる。め以子がみそ汁を作り続けていたことに気づいており、毎日変わる具材で食事のことを考える楽しみを与えてくれため以子に感謝し、東京に戻る。
勝田 半次郎（かつた はんじろう）
演 - 土田英生
関東大震災時、西門家の近所の救護所に避難した男性。家族の安否を心配するめ以子のために震災の被害状況を記した手描きの地図を作り、源太に託す。本職は寿司屋で、銀次が持ち込んだ魚で寿司を握り、救護所の人々に振る舞った後、静から貰ったぬか床を持ち東京に戻る。
マサ
演 - 一木美貴子
関東大震災の救護所で炊き出しに参加した婦人会の仲間。ふみを怒らせため以子を救護所の出入りを禁止するが、タネとトミの口添えもあり、め以子が再び手伝うことを承諾する。
岩渕 護（いわぶち まもる）
演 - 内藤裕敬
正蔵の元部下を名乗る男性。かつて正蔵と共に従事していた銅山開発で発生した鉱毒により亡くなった被害者の遺髪を正蔵宅に届けにくる。
産婆
演 - 鴨鈴女
ふ久の誕生に立ち会った産婆。
原 よしエ（はら よしえ）
演 - 及川規久子
白鳥女子専門学校の講師。希子が担当するラジオ番組で料理レシピを紹介した。
村上先生（むらかみ せんせい）
演 - 白川明彦
ふ久の小学校での担任。ふ久が学校で小火騒ぎを起こし、停学にする。
不審な男
演 - 浜崎大介
本名は新吉（しんきち）。大阪ラヂオ放送のアナウンサーをする希子に張り付き、声が好きとの理由で一方的に結婚を迫る。希子に川久保が付き添うようになっても付きまといを続けるが、ある日希子から、川久保と結婚したい気持ちを聞き失恋。一つだけ要望として、希子に「おはようさん、新吉さん」とマイク越しに言ってもらい、満足して引き下がる。
一也
演 - 稲葉壮大
次雄
演 - 向井悠悟
三四郎
演 - 林大暉
上記3名は泰介の小学校の級友達。学校帰りに西門家に立ち寄り、め以子におやつをねだる事が習慣で、静には「おやつギャング」と呼ばれていた。
男 → 美中年
演 - 君沢ユウキ
洋行帰りの美青年。「うま介」で居合わせた竹元の縞柄シャツを褒める。この件が建築中の駅ホームのデザインのヒントとなり、竹元に「女もいいが、男もいい」と言わしめる。
戦後、竹元と同伴し西門家の蔵座敷に現れる（クレジットは「美中年」に変更）。
松田 亜貴子（まつだ あきこ）→ 島津 亜貴子（しまづ あきこ）
演 - 加藤あい
詳細は#その他の東京編の登場人物の項を参照。
医者
演 - 泉祐介
正蔵が急病で倒れた際に診察をした医師。正蔵の余命が長くないことをめ以子たちに告げ、正蔵を少しでも元気付けるために好きな物を食べさせてやるよう言い残す。
お貞（おさだ）
演 - 高田真衣
昭和7年時の、和枝が嫁いだ山下家のお手伝い。和枝の指示で、め以子が持ってきたぬか床を庭に捨てる。
ふ久の担任
演 - 眞砂享子
ふ久の高等女学校での担任。勤労奉仕をせず勉強に没頭するふ久を叱った上、口答えをする彼女を殴る。
社長
演 - オール巨人
建築資材の取引先。漆器の金継ぎが趣味。
米屋
演 - 川上哲
戦時下の大阪で、統制後の米を配給する人物。
男性アナウンサー
演 - 重光萬石
大阪ラヂオ放送局で戦局を伝える。
闇屋・小池（こいけ）
演 - 村尾英文
西門家を訪れ、野菜や白米などを売っていた闇屋。
情報局の役人
演 - 多々納斉
太平洋戦争期の大阪ラヂオ放送局で番組の内容を監視する情報局役人。室井の出演時に同僚の情報局の人間（演 - 櫻木誠）と共に、収録現場に立ち会いながら居眠りを始める。室井の即興朗読の内容が非国民的だとして腹を立てるが、希子たちの巧妙な弁明に言いくるめられ、最終的に室井を不問とする。
岩見亮介（いわみ りょうすけ）
演 - 門田裕
太平洋戦争期の「うま介」に突然現れ、焼氷を注文する男性。詳細は不明だが、当時「アカ」と呼ばれ、政府が活動を取り締まっていた日本共産党の党員らしく、特高警察から追われている身の上であった。以前から「うま介」の焼氷を食べたがっていた亡き妻の代わりに味わい、あの世で妻に話して聞かせるつもりで訪れたと語る。途中、特高警察の係官らが彼を連行しようとするが、馬介による身を挺しての説得のおかげで最後まで食べ終えることができ、感謝の言葉を残して連行されていく。
特高警察
演 - 板東正敏・井上学
岩見を付け狙っていた二人組の役人。「うま介」に乗り込み、岩見を連行しようとするが、馬介の説得を聞き入れ、「1分だけ」と言いつつ焼氷を食べ終わるまで待つことを認める。
母親
演 - みやなおこ
防火改修課の家屋引き倒しによる事故で中学生の息子を亡くし、悠太郎ら市職員の謝罪を受ける。
里見（さとみ）
演 - 木下隆行（TKO）
軍司令部の高官。藤井とは幼馴染みで「さんちゃん」と呼ばれている。かつて祖母に菓子を作ってもらっていたらしく大の甘党で、め以子が持参したカルメラを平らげた上、さらに「ドウナット」を所望する。藤井によると悠太郎が逮捕された際にめ以子に頼まれたことから掛け合ってくれたものの、悠太郎の場合、公衆の面前の出来事であり示しがつかず、無罪放免にはできなかったという。
産婆
演 - 川本美由紀
ふ久の出産に立ち会った産婆。
駅員
演 - 高見健
め以子達が空襲から逃げ込んだ心斎橋駅の駅員。
沢田 ハナ（さわだ はな）
演 - 小酒井円葉
昭和20年時の山下家のお手伝い。一人暮らしの和枝の指示に従って、食事の支度や町に配給する作物の仕分けなどをしている。和枝の厳格ながらも配慮の行き届いた普段の行動に敬意を示しており、疎開してきため以子に「いけず」をする和枝に「奥様らしくない」と疑問を口にする。
沢田 武夫（さわだ たけお）
演 - 桂吉弥
山下家の小作人で、ハナの父親。和枝がその適切な農業指導で豊かになった小作農から「仏様」と呼ばれている事を泰介に説明する。
役人
演 - 森江流
泰介宛に赤紙を届ける。
役人
演 - 浅井誠
活男の戦死公報を届ける。
男
演 - 西川浩介
大阪市内に戻った直後のめ以子に声をかけた軍人崩れのチンピラ。め以子を道案内をする振りをして連れて行った場所で、待ち伏せしていた仲間達から金銭を受け取り、め以子は担いでいた野菜などを強奪される。
大野（おおの）
演 - 阿部達雄
大阪ラヂオ放送局での希子達の上司。
細川（ほそかわ）
演 - 福原正義
倉田の友人。終戦後、倉田と共に生きたタコを持参して西門家を訪れ、め以子の調理した料理を味わう。蔵座敷の完成後は常連客となる。
太田（おおた）
演 - 藤田功次郎
倉田の友人。同じく倉田と共に西門家を訪れ、蔵座敷の常連客となる。
光峰（みつみね）
演 - みぶ真也
倉田が蔵座敷に連れて来た、ランプ口金の製造工場の社長。倉田から、終戦後間もない電力不足の時節柄ランプの需要の増加を見込んで「これから羽振りが良くなる」と評される。これを聞いため以子は諸岡家へ駆け込み、諸岡家の工場を再建するために光峰の工場と提携してランプのガラス部品を作るよう提案する。
小関（こせき）
演 - 興津正太郎
戦時中に海軍で活男と同じ船に乗っていた戦友。活男が戦死した最後の出撃時、彼自身は病気で基地の病院に入院中であったため難を逃れたが、自分だけが出撃せず生き残ったことを「生き残りの恥さらし」と自虐的に語っていた。復員後に西門家を訪れ、活男についての思い出を語り、遺品となった活男の手帳をめ以子に手渡す。
路代（みちよ）
演 - 逢沢りな
室井のファンと称していた文通相手で、室井と蔵座敷で逢い引きする事になる。実は民子の姪であり、女優志望という事で、実際に文章を書いていた桜子から身代わりのアルバイトを頼まれ芝居を打っていた。
女性
演 - 春やすこ
啓司と希子からの街頭インタビューを受けた女性。啓司は強引に甲子園大会の話題を振ろうとしたが、彼女は野球に興味がなく、戸惑いながら去る。
復員兵
演 - 渡辺知晃
め以子が街頭で売っていたカレーを、妻（演 - 大橋梓）と共に「復員祝い」として無料でご馳走になる。
丸岡 真沙子（まるおか まさこ）
演 - 永田沙紀
スピンオフドラマに登場。泰介の卒業祝いが開かれた料理店「まるおか」で、油で汚した彼の服を染み抜きして詫びたことから、彼に見初められる。泰介が語る麗しい外見と裏腹に、物事をはっきりと言う気の強い性格らしく、接触を試みて行商に変装した桜子には商品を目利きして酷評したり、夜の仕事をしていると思い込み忠告した泰介にきつく反論する。またラジオの料理番組に「ミス・ヒルズ」の名前で投稿したり、笹の葉とい草で包んだ寿司を作るなど、行動は和枝に類似した面を持つ。自身も洋食の修行をしていたが、理由あって鰯料理には手を付けていなかった。「うま介」を買い取った和枝に声をかけられ共に洋食店を始める予定であったが、実家の鰯料理店を手伝う事になる。

## 劇中に登場する料理
以下は、主人公のめ以子がその開発に関わったり、また直接関わらなくとも各週のストーリーを彩る料理である。各料理の名前と説明は、公式サイトのコンテンツ「め以子のごはん帳」、および同サイト各週の「あらすじ」・ストーリーに基づく。
なお、第17週の興亜建国パンは公式サイトに掲載されていないが、ストーリーの中でめ以子に重要な影響を与えた一品であるため、番外として紹介する。
オムレットライス
第1週に登場（第4、6回）。開明軒の賄いでめ以子も食べていた「赤なすご飯（＝チキンライス）と巨大オムレツ」が原型。店の悪評を書かれた父・大五の作る料理が美味しいことを証明しようと、店に連れてきた源太達に「美味しい」と言わしめた料理。巨大オムレツと赤なすご飯はそれぞれ独立した料理だったが、め以子はこの2つを混ぜて一緒に食べるとより美味しくなることを発見。これを基に大五が研究を重ねて新しいメニューとして完成させ、後に開明軒の名物料理として評判になる。
スコッチエッグ
第2週に登場（第8、10、11、12回）。試作段階で食感が「モソモソする」ため、卵の黄身を半熟にすることをめ以子が提案。そのアイデアを基に大五らが改良を重ねるなか、悠太郎が比熱などの原理を応用した調理法を発見し、半熟卵のスコッチエッグが完成する。この悠太郎の発案をきっかけとして、め以子の学問への関心が引き出されることとなる。
とろろ納豆あんの袋揚げ
第3週に登場（第17回）。悠太郎に納豆の美味しさを知ってもらおうとめ以子が試行錯誤するなか、女学校の宮本先生の「その努力を砥石として自らを磨けば」との言葉に後押しされ開発に至った料理。油揚げで巾着にしたり、山芋を加えさまざまな調味料で味付けを甘辛く仕上げたことで悠太郎は美味しく納豆を食べることができた。これを機にめ以子は人のために料理を作る喜びを会得し、悠太郎は納豆嫌いを克服する。
洋風おにぎり
第4週のストーリーから。納豆の創作料理を経験し、悠太郎のために料理を作る喜びを覚えため以子は、自身と彼の弁当に卒業まで日替わりのおにぎりを作ると決めていた。中の具材に悩んでいた頃、宮本先生から、和食にこだわらず開明軒で出されている洋食メニューから何か考えてみてはどうかとアドバイスを得る。そこで思いついたのが白身魚のフライにタルタルソースを絡めた具をつめた洋風おにぎりであった。
がわがわ
第5週に登場（第29回）。元々は漁師の料理で、大五の暑気払いのためにめ以子が用意した。水に味噌を溶いたものに、生の鯵と漬物、ミョウガ・生姜などの薬味を加え、さらに氷を加えた冷たい汁物。夏バテで食欲が落ちただけではなく、悠太郎と愛娘のめ以子に対して複雑な気持ちを抱いていた大五は、この料理を食したことをきっかけに心を開き、め以子への餞に鶏ガラのフォンのレシピを伝授する。
昆布だしのおつい
第6週に登場（第36回）。義姉・和枝の昆布だしの味に近づこうと試行錯誤するなか、悠太郎から、酒に昆布を入れると酒の味がより美味しくなることを教わり、酒を塗った昆布を焙烙で炙ることで深い味わいのだしを作ることに成功した。しかし和枝はそれを認めようとしない。
おから入り半助鍋
第7週に登場（第39回）。西門家の家計を握る和枝に食費を制限されため以子は、大阪で再会した源太に酉井捨蔵を紹介され、彼から残った鰻の頭（半助）を使った料理を教わり、その美味しさに感動する。この料理をきっかけとして、め以子は無駄なく食材を使いきる「始末の料理」の神髄に触れる。
梅干し
第8週に登場（第44、45回）。料理などを習いに通っていた捨蔵から作り方を教わる。冷たくぎくしゃくした西門家の人々の心を近づけようと、め以子は家総出で梅干しや梅酒などを作る梅仕事を提案する。これを通して静と希子との仲は更に深まるものの、和枝はひとり梅仕事に加わらない。
焼氷（やきごおり）
第9週に登場（第53回）。義父を巡って悠太郎らと口論になっため以子は、西門家を飛び出し喫茶店「うま介」に身を寄せていたが、店の看板メニューとして店主・馬介が元々創作していた「焼氷」を基に、メレンゲや梅シロップを加えるなどして、め以子が改良を加えて出来た一品である。この新製品の宣伝のために、友人・桜子と駆け落ちして大阪にやってきた室井が作詞をし、馬介の姉が作曲した宣伝曲「焼氷有り〼の唄」も作られ、義妹・希子によって唄われる。
ハモニカ（鱧似羹）
第10週に登場（第59、60回）。静と正蔵の関係の鍵を握るアイテムで、少女時代の静が夜店で買った、メレンゲに砂糖・柚子を加えたものを寒天で固めた甘酸っぱい菓子。見た目がハモの湯引きに似ているため、このような名前が付けられた。天神祭の夜、正蔵が静のもとに届けさせ、二人の長年のわだかまりがほんのわずか解けると共に、め以子と静との心の距離も縮まる。
いわしのつみれ揚げ・骨煎餅
第11週に登場（第65回）。鰯だけは苦手だっため以子は、和枝の自殺未遂騒動や自身の妊娠が判明した直後、和枝が自分のために作ってくれた鰯料理の繊細さに感銘を受ける。折しも正蔵から「和枝の復帰へのアドバイス」を受けていた事もあり、和枝に鰯料理の伝授を乞う。黙々と手際よくつみれ揚げと骨煎餅を拵える和枝の姿に、本来の人柄の良さを垣間見ため以子は改めて感心し和解を試みるが、和枝からすげなく拒絶されてしまう。
関東煮（かんとだき）
第12週に登場（第71回）。関東大震災が発生し、め以子と桜子の恩師である宮本先生が火事に巻き込まれて亡くなったとの情報が入る。食の大切さと、料理を通じて自らを磨く道を示してくれた先生への弔いとして、桜子は大阪で「関東煮」と呼ばれて親しまれているおでんを囲むことをめ以子に提案する。また、室井は、震災の余震で鍋が倒れても最後まで残っていた「鍋底の大根」のように、震災で命を落とした人々の分まで全力で生き抜かねばならないと思いの丈をつづる。
魚すき
第13週に登場（第76回）。年の瀬を控えた西門家では、卯野家と共におせち料理や餅の支度で台所が手狭になり、夕食は大人数で手軽に食べられる鍋料理が連日食卓に上った。魚すきは魚介類を中心にした大阪発祥の鍋である。め以子達が鍋の支度をしている最中、正蔵と会った大五は、酒場で悠太郎と腹を割って話し合い、二人共に上機嫌で帰宅する。なお別の日には、牡蠣の土手鍋（第73回）や、関西風の味付けに合わせた上で関東風に割下で煮たすき焼き（第75回）が食卓に上った。
アイスクリン
第14週に登場（第83、84回）。普段の食事にあまり関心を持たなかったふ久が、街頭で売っていたアイスクリンを神妙な面持ちで食べている事に注目しため以子は、子供達と共に自家製アイスクリンを作る。卵黄・卵白入りと、活男の考案による納豆入りの計3種類で、好みで粉さんしょう、わさび、白みそなどを足して食べる。他所で食べたものと比較する事で初めて「おいしい」の意味を知り、母の「見えない力」で家のご飯は出来ていると語るふ久に、め以子は嬉し涙を流す。
牛すじカレー
第15週に登場（第85、90回）。め以子は職場で怪我を負った悠太郎のために、彼の大好物であり、傷によいとされる牛すじ肉を使った特製カレーを振る舞う。しかしその後、悠太郎は寝言で亜貴子の名前を口にしてめ以子の怒りを買い、家を追い出される。悠太郎は亜貴子の家でカレーをご馳走になるものの、どうしてもめ以子の作るカレーを思い出してしまう。西門家に戻った悠太郎は食卓で慣れ親しんだカレーの味を通して、妻への変わらぬ愛情を再確認する。
柿の葉ずし
第16週に登場（第91回 - 95回）。正蔵の余命が危ういことを医者から告げられため以子は、正蔵を少しでも元気付けるため何が食べたいかを尋ねたところ、先妻の得意料理であった柿の葉ずしを所望される。め以子は試行錯誤するも、正蔵の望む味をどうしても再現できない。和枝なら作り方を知っていると思い、彼女の嫁ぎ先へ出向き相談するもきっぱり断られる。しかし希子の祝言の予定を聞いた和枝は、亡母の名代として大量の柿の葉ずしを携えて出席。結果的にめ以子夫妻のものとなった祝言を終え、正蔵は和枝の柿の葉ずしに舌鼓を打つ一方、め以子は「ミセス・キャベジ」の正体が和枝であった事も含め、知恵も料理の腕前もまだまだ和枝に及ばないと悔しがる。
じゃがいもと油揚げ入りご飯
第17週に登場（第97回）。戦時下において厳しくなりつつある食糧事情の中、め以子は少しでも美味しい物を家族に食べさせようと数々の「節米料理」を考案。別の日（第100回）には素麺を炊き込んだご飯を出すなど、毎日の食卓に工夫をこらすめ以子であったが、次第に日用品や食材の配給化が進み、一年後（昭和16年）には米さえも配給制となってしまう。
興亜建国パン（番外）
第17週に登場（第100、101回）。作り方は劇中にて紹介。戦時下の栄養評議会で考案されたパン。婦人会が、小学校で弁当を持参出来ない子供たちのために提供することを決め、め以子は調理を買って出る。しかし渡されたレシピに書かれた材料は、パンの材料とは程遠い食材も含み味の想像はつかず、実際に作り小学校に配布したものの「不味くて食べられない、しかし生徒への教育上廃棄もできない」とすべて返品される。また静も一口食べただけで余りの不味さに吐き出し、「家畜の餌」と酷評する。め以子は仕方なく畑の肥やしにしようとするが、大量のパンから食材達の凄まじい恨み節が聞こえてきたために処分できず、責任を取って全部一人でむさぼり食う。め以子はこの苦しい体験を通して、どんな時でも家族や親しい人々に美味しい物を食べさせることを生き甲斐にしてきた自分の原点に立ち返ることを決意する。
かぼちゃスープ
第18週に登場（第107回）。戦地から戻った源太が一切食物を口にできず栄養失調で倒れ、西門家で看病される事になる。め以子は胃に優しいさっぱりした食事なら喉を通るのではと考え、かぼちゃ（なにわ野菜の勝間南瓜）を使った冷製スープを作る。源太はいったんは口にするものの、やはり体が受け付けず吐き戻してしまう。
カレーうどん
第19週に登場（第114回）。め以子はラジオ番組での室井の即興朗読をヒントに、食糧難を乗り切るべく隣組で食材を持ち寄り「一つの鍋」での共同炊事を提案する。め以子は備蓄していた小麦粉や、折しも竹元から送られたカレー粉を提供、「うま介」にて皆で作ったカレーうどんを食べながら、密告の疑いをかけた多江とも和解する。最後は空になった鍋に向かい一斉に「ごちそうさん」の声をかけた。
卵のかす漬け
第20週に登場（第119回）。料理人として海軍に志願する活男に同意できないめ以子は、自宅で料理をさせる事で納得してもらおうと、ふ久と諸岡の結婚に際し内祝いに出す料理を手伝わせる。自宅で飼うニワトリが産んだ卵をはじめ、なけなしの食材で創作した料理に諸岡が感心し舌鼓を打つ様子に、活男はめ以子の思いとは裏腹に、自らの決意をより一層固める事になる。
カルメラ
第21週に登場（第124回）。逮捕された悠太郎を救うため、め以子は藤井と共に軍高官の里見のもとを訪ね、処罰を免除してくれるよう嘆願する。甘党である里見のために、め以子はカルメラを焼いて持参し、さらに菓子を作り続けた事も功を奏し、悠太郎は釈放され帰宅する。
茶がゆとこうこ
第22週に登場（第130回 - 132回）。和枝の家に疎開し畑仕事に務めるめ以子と泰介に、和枝は茶がゆを用意し、お手伝いのハナに届けさせた。元々は仕事をする主人の後を妻が追って届けた事から別名「追いかけ茶」とも呼ばれ、こうこと一緒に食べる時の「ずるずる、ばりばり」という音は「家族の音」と言われている。その後、泰介が出征し、さらに活男の戦死告知を受けため以子は、茶がゆとこうこを一人で食べながら悲しみにくれる。
うまいもん
第23週に登場（134、135回）。め以子は終戦後の闇市で、馬の餌用の小さなジャガイモ（くず芋）を購入。揚げて食べてみると思いのほか美味しく、これで商売をしようと思い立つ。室井が「馬の芋」にちなんで「うまいもん」と名付け、闇市に出した露店は源太達の協力もあり繁盛する。チンピラの香月から場所代を請求されたり、他の露店も「うまいもん」を模倣して売るようになってしまうが、め以子は周囲の人々が持ち寄る食材を買い取り「ほうるもん（ホルモン焼き）」や「カエルもん（ウシガエル）」などの焼き料理も加えて売り出す。
たこ飯
第24週に登場（140回）。西門家の蔵に、倉田とその友人達が生たこを持参して訪れ、め以子に調理を依頼する。刺身、茹でだこ、串焼き、締めにたこ飯と、たこ尽くし料理を堪能した倉田は、め以子の料理の腕を見込んで、蔵を改築して料理を出す「お座敷」を始めないかと提案する。
ローストビーフ丼
最終週に登場（148回）。進駐軍のモリス大尉が、泰介たちの甲子園大会中止撤回への口利きの条件として、蔵座敷でめ以子による「最高の日本料理」によるもてなしを要求。め以子は大五から聞いた醤油の万能性をヒントにすき焼きを出すつもりでいたが、当日モリスが持ち込んだブロック肉が脂身が少なくすき焼きには向かないながらも「絶対においしい」との確信を持ち、素材を活かす一番よい調理法として急きょローストビーフに変更。当初モリスは「日本料理ではない」と難色を示したが、切り分けた肉をご飯にのせ、醤油ベースのタレとわさび、青葱を散らした和風の味付けで提供した。モリスが食べる表情を見て、め以子は「おいしい」と思う顔には国の違いは無い事に気付き、モリスも息子を失った苦悩と、それを克服したいがための来訪であることを告白した。
いわしのトマト煮
スピンオフドラマに登場。泰介は初恋相手である真沙子に「あなたなりの鰯料理でいい。僕に鰯料理を食べさせてください」と鰯を持参。真沙子の父・真次郎も再び厨房に立つ意欲を取り戻し、この事に対する泰介へのお礼も兼ねて腕を振るい、泰介に持たせた料理。オリーブオイルで焼いたイワシをバジル風味のトマトソースに絡めている。
「うま介」の権利を買い取り、馬介らを追い出そうとしていた和枝や「うま介」閉店の危機に抗議に訪れた竹元をその風味でたちまち虜にし、これを出すのなら「うま介」を続けてもよいと和枝に言わしめた。そこで喫茶店のメニューらしく、酸味のあるドイツ風のパンで挟んだ「いわしサンド」として提供。焼氷を超える新しい看板メニューとして大評判となり、見事に「うま介」を閉店の危機から救った。

## オープニング
まずタイトル（ほぼ月曜のみ、それを囲むようにGOCHIKUNとその仲間たちが出現）→そこから目玉焼き→花→木→鍋→食卓→雨粒が降った大阪の街並みのイメージ→木々→サビの歌詞にリンクする形でめ以子の実写→海中→地球→青空に浮かんだ太陽と、アニメと実写を組み合わせたものになっている。映像は、関和亮によるもの。
オープニングタイトル「ごちそうさん」の上に「連続テレビ小説」のクレジットがアバンタイトルの有無にかかわらず入る。
総合での初回放送が8時に変更された2010年上期（『ゲゲゲの女房』）以後、アバンタイトルが本格的に使われてから、大阪局制作のものとしてはそれが最も多用され、アバンタイトルなしでのスタートはわずかに2回だけ（11月20日・第45回と12月28日・第78回）で、第79回（1月4日）以後の後半はすべてアバンタイトルからのスタートだった。
前半最終の第78回と全体の最終となる第150回（3月29日）は通常のオープニングは使わず（第78回ではアバンタイトルも省略）、タイトルを出したのち本編に入り、出演者とテーマ曲はエンディング（通常のカットイン・アウトではなくロールテロップ）にまわした。また第14週（1月6日）以後の予告編の箇所ではめ以子・悠太郎が「来年もよろしくお願いします。みなさんよいお年を」とあいさつをして締めている。

## エンディング
「きょうの食いしん坊」と題し、一般公募で寄せられた、おいしいものを食べた瞬間の、いきいきとした表情をとらえた写真を紹介する。
最終回ではぬか床を抱えるめ以子・悠太郎夫妻の写真と「半年間、おおきに!!（大阪市天満 西門め以子さん・悠太郎さん）」のテロップが出された。

## 放送日程
- サブタイトルには、その週のエピソードに関わる食材の名前が含まれ、それをもじった文章や言葉、ことわざ等となっている。

| 1                                                                            | 01-06      | 2013年09月30日 - 10月05日                                         | いちご一会 【一期一会】                                     | 木村隆文   |
| 2                                                                            | 07-012     | 10月07日 - 10月12日                                               | 黄身と出会った 【君と出会った】                             | 木村隆文   |
| 3                                                                            | 013-018    | 10月14日 - 10月19日                                               | なっとうくう！ 【納得！】                                   | 小林大児   |
| 4                                                                            | 019-024    | 10月21日 - 10月26日                                               | こころをコメて 【心を込めて】                               | 小林大児   |
| 5                                                                            | 025-030    | 10月28日 - 11月02日                                               | フォンとうの気持ち 【本当の気持ち】                         | 木村隆文   |
| 6                                                                            | 031-036    | 11月04日 - 11月09日                                               | こんぶねーしょん 【コンビネーション】                       | 木村隆文   |
| 7                                                                            | 037-042    | 11月11日 - 11月16日                                               | たいした始末 【大した始末】                                 | 小林大児   |
| 8                                                                            | 043-048    | 11月18日 - 11月23日                                               | ごめんなすって 【御免なすって】                             | 福岡利武   |
| 9                                                                            | 049-054    | 11月25日 - 11月30日                                               | 君をあいス 【君を愛す】                                     | 福岡利武   |
| 10                                                                           | 055-060    | 12月02日 - 12月07日                                               | 祭りのハーモニー 【祭りのハーモニー】                       | 小林大児   |
| 11                                                                           | 061-066    | 12月09日 - 12月14日                                               | 大嫌いっていわしたい 【大嫌いって言わせたい】               | 盆子原誠   |
| 12                                                                           | 067-072    | 12月16日 - 12月21日                                               | ごちそうさんまでの日々 【ごちそうさんまでの日々】           | 木村隆文   |
| 13                                                                           | 073-078    | 12月23日 - 12月28日                                               | ふくが来た！ 【福が来た！】                                 | 盆子原誠   |
| 14                                                                           | 079-084    | 2014年01月06日 - 01月11日                                         | アイスる力 【愛する力】                                     | 木村隆文   |
| 15                                                                           | 085-090    | 01月13日 - 01月18日                                               | 今日でおわカレー 【今日でお別れ】                           | 福岡利武   |
| 16                                                                           | 091-096    | 01月20日 - 01月25日                                               | 汁の棲み家 【終の棲み家】                                   | 盆子原誠   |
| 17                                                                           | 097-102    | 01月27日 - 02月01日                                               | 贅沢はステーキだ 【贅沢は素敵だ】                           | 小林大児   |
| 18                                                                           | 103-108    | 02月03日 - 02月08日                                               | 乳の教え 【父の教え】                                       | 渡辺哲也   |
| 19                                                                           | 109-114    | 02月10日 - 02月15日                                               | 貧すればうどんす 【貧すれば鈍す】                           | 木村隆文   |
| 20                                                                           | 115-120    | 02月17日 - 02月22日                                               | 私の大豆な男の子 【私の大事な男の子】                       | 渡辺哲也   |
| 21                                                                           | 121-126    | 02月24日 - 03月01日                                               | 悠太郎の卵 【悠太郎の乱】                                   | 佐々木善春 |
| 22                                                                           | 127-132    | 03月03日 - 03月08日                                               | い草の味 【戦の味】                                         | 木村隆文   |
| 23                                                                           | 133-138    | 03月10日 - 03月15日                                               | いもに見ていろ！ 【今に見ていろ！】                         | 佐々木善春 |
| 24                                                                           | 139-144    | 03月17日 - 03月22日                                               | チョッコレイトな開戦 【ちょっとレイトな開戦】               | 盆子原誠   |
| 25                                                                           | 145-150    | 03月24日 - 03月29日                                               | とんだごちそう 【とんだ御馳走】                             | 木村隆文   |
| スピンオフ                                                                   | スピンオフ | 04月19日（BSプレミアム 19:30-21:00） 12月29日（総合 16:00-17:30） | ごちそうさんっていわしたい! 【ごちそうさんっていわしたい!】 | 福岡利武   |
| 平均視聴率 22.4%（視聴率はビデオリサーチ調べ、関東地区・世帯・リアルタイム） |            |                                                                   |                                                             |            |

## 総集編
- 連続テレビ小説『ごちそうさん』総集編 前編「イチゴイチエ」（第1週から第13週を再構成したもの）
  - 2013年12月31日8時 - 9時30分（総合）
  - 2014年1月1日16時30分 - 18時（総合）
  - 2014年1月4日9時30分 - 11時（BSプレミアム）
  - 2014年5月6日8時15分 - 9時45分（総合）
  - 2014年5月18日13時 - 14時30分（BSプレミアム）
- 連続テレビ小説『ごちそうさん』総集編 後編「アイスルチカラ」（第14週から最終週を再構成したもの）
  - 2014年5月6日9時50分 - 11時20分（総合）
  - 2014年5月18日14時30分 - 16時（BSプレミアム）
- も一度まんぷく!!『ごちそうさん』ダイジェスト一挙放送[注 49][159]。パート1（第1週）の冒頭、パート7（最終週）の終了後に杏による挨拶が放送された。
- 2014年12月23日8時44分 - 18時31分（総合、中断あり）
  - パート1 8時44分 - 9時5分 杏による挨拶に続き第1週
  - パート2 9時10分 - 10時10分 第2 - 4週
  - パート3 10時15分 - 11時52分 第5 - 9週
  - パート4 12時5分 - 12時35分 第10週
  - パート5 13時5分 - 15時10分 第11 - 16週
  - パート6 15時15分 - 18時 第17 - 24週
  - パート7 18時10分 - 18時31分 第25週（最終週）に続き杏による挨拶（12月28日の総合「ごちそうさんっていわしたい!!」の予告もあり）

## スタッフ
- 作 - 森下佳子
- 音楽 - 菅野よう子[160]
- 演奏 - ウィーン・オペラ舞踏会管弦楽団[注 50]
- 指揮 - ウヴェ・タイマー（ドイツ語版）[161]
- 時代考証 - 天野隆子、谷直樹
- 大阪ことば指導 - 一木美貴子
- 大阪料理監修 - 広里貴子
- フードスタイリスト - 飯島奈美
- タイトル映像・タイトルロゴ制作 - 関和亮[162]
- 撮影協力 - 滋賀ロケーションオフィス、姫路フィルムコミッション、犬山ロケサービスチーム、兵庫県加古川市、岡山県真庭市、博物館明治村、奈良県今井町、滋賀県高島市、奈良女子大学、大阪市交通局ほか
- TD - 江川治朗
- 撮影 - 西鍵真治
- 照明 - 松崎隆志
- 音声 - 田中高晴
- 映像 - 峯田俊介
- 制作統括 - 岡本幸江
- プロデューサー - 内田ゆき
- 演出 - 木村隆文、小林大児、福岡利武、盆子原誠、渡辺哲也、佐々木善春
- 副音声解説 - 松田佑貴[163]
- 「ごちそうさん1週間」[注 51]、「5分でごちそうさん」ナレーター - 山本美希（NHK大阪アナウンサー）

## 劇中曲

### 主題歌
- 雨のち晴レルヤ
  - 作詞：北川悠仁、作曲：北川悠仁・佐藤和哉、編曲：CHRYSANTHEMUM BRIDGE & ゆず、歌：ゆず（セーニャ・アンド・カンパニー）[164]
  - 『あぐり』『あすか』『私の青空』『ほんまもん』『さくら』『純情きらり』『ちりとてちん』『てっぱん』など、過去に何度か歌なしのインストゥルメンタルを使用されていたが、本作以降現在にかけて、連続テレビ小説のテーマ曲は一貫して歌で占められている。

### 挿入歌
- 焼氷有り〼の唄
  - 作詞：森下佳子、作曲：菅野よう子、歌：西門希子（高畑充希）[152]
  - 第53回で使用された。サウンドトラック『ゴチソウノォト』および高畑のアルバム『PLAY LIST』に収録。
- いちごの唄〜源太出征の日
  - 作詞：森下佳子、作曲：菅野よう子、歌：西門希子（高畑充希）
  - 第99回で使用された。劇伴曲「ゴチソウノォト」に歌詞を付けアレンジ。サウンドトラック『ゴチソウノォト おかわり』に収録。
- 蘇州夜曲
  - 作詞：西條八十、作曲：服部良一、歌：西門希子（高畑充希）
  - 第125回で使用された。サウンドトラック『ゴチソウノォト おかわり』に収録。

## 視聴率・反響
ビデオリサーチ調べによる初回の平均視聴率は関東地区で22.0%、関西地区で18.2%と、前作『あまちゃん』を上回り、過去10年間で最高となるスタートを切った。第2回放送の視聴率は関東地方は20.5%に下降したのに対し、関西地区の視聴率は第2回は18.9%、第3回は19.6%と上昇した。10月16日の放送は、平均視聴率は関東地区で27.3%（関西地区21.4%）となり、前作『あまちゃん』が9月16日に記録した27.0%を上回った。
最終回を翌週に迎える3月19日の時点で、関東および関西の全期間の視聴率において、過去10年間で最高を記録した（関西21.7%、関東22.4% ビデオリサーチ調べ）。こうした人気について、メディア分析の専門家・影山貴彦は、前作『あまちゃん』の成功による幅広い視聴者層の獲得といった要因のほかに、「家族や社会との関係について、現代に通じる価値観を描き切れた」として、視聴者による本作への共感性を挙げている。

## 受賞
- 第32回向田邦子賞（森下佳子）[169]
- 第22回橋田賞を森下佳子が受賞（連続テレビ小説『ごちそうさん』のオリジナル脚本が対象）[170]
- 第80回ザテレビジョンドラマアカデミー賞[171]
  - 最優秀作品賞
  - 主演女優賞（杏）
  - 助演男優賞（東出昌大）
  - 脚本賞（森下佳子）
  - ザテレビジョン特別賞（「ごちそうさん」の料理）
- 第38回エランドール賞
  - 新人賞（東出昌大）
- 東京ドラマアウォード2014
  - 作品賞・優秀賞（連続ドラマ部門）[172]
- TV LIFE第24回年間ドラマ大賞2014
  - 主演女優賞（杏）[173]
- 第56回日本レコード大賞
  - 優秀作品賞（ゆず「雨のち晴レルヤ」）

## 関連ニュース・記事
- 2013年10月30日石川県金沢市で催された「第16回全国農業担い手サミットinいしかわ」の開会式に出席した皇太子徳仁親王は、石川県の農家が育てた野菜を試食する際に「いただきます」の代わりに「ごちそうさん、ですね」と、当ドラマにちなんだ挨拶を述べた[174]。
- 主人公を務める杏が家電部門のイメージキャラクターである三菱電機（以下「菱電」）は、本作の放送開始日（9月30日）に合わせ、新聞各紙に広告を掲載した。朝日新聞の取材において菱電の宣伝部関係者は「ドラマがスタートする最高のタイミングで、"霧ヶ峰"（エアコン）のキャラクターが杏さんになるということを、ニュースとして伝えたい思いがありました」と述べている。また、朝日新聞において、テレビの試聴記事「試写室」での本作の解説、および10月5日の「Beテレビ（週間番組表）」での杏のインタビュー記事とともに、杏を起用した菱電の広告[注 53]を掲載。その他各新聞でも菱電は宣伝効果を狙い、本作のイメージに近づける形で広告を掲載する試みを行っている[175]。
- 水島宏明は、2014年2月第4週のエピソードについて、「戦時中の政府や軍による「愚かな政策」（防空法で空襲時の避難を禁じ都市の死守を国民に厳命した）によって、空襲における市民の犠牲者が膨大になってしまったという過去の歴史を直視し、空襲における国などの無策をこれほど明確に示したことはテレビドラマではかつてない。」と称賛した[176]。
- ヒロインを務めた杏と、その夫を演じた東出昌大は、本作の共演を機に私生活でも交際を始め[177]、2015年1月1日に結婚に至った[178]が、2020年8月1日に離婚した。

## その他
- 視聴者がTwitterなどで公開している、番組内のシーンや登場人物などの自作イラスト（通称「ごち絵」）を、NHK大阪局では『ごち絵美術館』として出演者ロビーに展示していた[179]（一般公開はしていない[180]）。
- 劇中の時代背景などを解説する際に、実際の資料映像・写真が挿入される事がある[注 54]。
- め以子達が大阪大空襲を逃れ地下鉄に乗り込む場面（第128回）は、当時を知る人々の間で語られているエピソードを元に、大阪市営地下鉄（現・Osaka Metro）四つ橋線の緑木検車場でロケが行われ、同地で保存されている大阪市営地下鉄の旧100形車両が使用された。撮影に際して基地にプラットホームのセットを組み、天井はCGで作成された[181]。

## 関連番組
番組公式サイト・関連番組一覧 より
思い出のメロディー（2013年8月10日、総合・ラジオ第1）
杏が総合司会を担当。
いよいよスタート!連続テレビ小説「ごちそうさん」スペシャル（2013年9月27日〈近畿地方ローカル〉、総合）
杏をゲストに迎え、ドラマの見所を紹介した番組。大阪放送局BKプラザからの公開生放送で、当該時間で通常放送されている『ぐるっと関西おひるまえ』の司会・大平サブローと八木早希が進行を務めた。
いよいよ大阪!連続テレビ小説「ごちそうさん」（2013年11月1日〈近畿地方ローカル〉、再放送：11月4日〈同左〉、11月10日〈9日深夜・九州以外の全国〉、総合）
まだ間に合う!連続テレビ小説「ごちそうさん」（2013年11月2日、再放送：11月4日〈北海道・近畿以外〉、総合 、再放送：11月6日、BSプレミアム）
いずれの番組とも11月4日から放送を開始する大阪編のスタートを前に、開始から1か月間のストーリーをまとめ、大阪編に出演する主要キャストへのインタビューなどで構成。後者は前者の近畿ローカルの特番を30分にまとめて再編集したものでほぼ同じ内容（ナレーターは前者：田代杏子、後者：吉行和子〈トラ〉）。
きょうの料理（Eテレ）
2013年11月18日・19日（再放送11月19日・20日） 大阪の味で“ごちそうさん”というテーマで、大阪の伝統料理を研究する上野修三・修親子が大阪料理のレシピを紹介。
第64回NHK紅白歌合戦（2013年12月31日、総合・ラジオ第1）
ゆずが白組出場歌手、杏がゲスト審査員、東出昌大がコーナーゲストとして出演。
今年もウマい! 連続テレビ小説『ごちそうさん』（2014年1月4日、総合・BSプレミアム）
この日は通常の放送時間でのドラマの放送は休止であったが、前半のダイジェストと、後半の見所を紹介。
うまいッ!（2014年1月4日、総合）
正月スペシャルとして杏がゲスト出演。
連続テレビ小説『ごちそうさん』ファンミーティング（2014年3月1日〈近畿地方ローカル〉・3月8日〈全国〉、総合、4月19日、BSプレミアム）
2014年2月9日にNHK大阪ホールにて、出演者を招いて行われたファンミーティングの模様を放送。

### 「ザ・プレミアム『ごちそうさんっていわしたい！』」
2014年4月19日にNHK BSプレミアムで19時30分から21時まで放送されたスピンオフドラマ。本編の終了より1年後（1948年〈昭和23年〉7月）の大阪が舞台で、長男・泰介の初恋を巡り、本編のストーリーを絡めた物語となっており、過去のさまざまな名場面が挿入され総集編的な作品となった。キャストには本編の主要メンバーに加え、泰介の初恋相手の父親役で千原せいじが出演した。脚本は加藤綾子、演出は福岡利武。
2014年12月28日に総合で16時から17時30分まで再放送（地上波初回）された。

### その他
- 2013年12月18日「NHKジャーナル」（オンデマンド放送）において、「“ごちそうさん”で注目!! 大阪100年前の料理を見直そう」と題したルポルタージュ（取材・大蔵哲士NHKラジオセンターディレクター）が放送された[185]。
- おふこうさん - 2014年1月7日から2月25日までNHK BSプレミアム（プレミアムよるドラマ枠）で放送されたテレビドラマ。タイトルロゴ映像が本作のパロディ風になっている。
- ニッポン放送「杏のAnytime Andante」（杏によるディスクジョッキー番組）の第129回放送（ニッポン放送基準2014年3月22日）において、ABCラジオの協力を得て同局のスタジオから放送されたとき、和田、木本、山中、松浦、中山の5人がゲストとして参加し、ドラマの収録裏話を披露した[186]。
- 2016年10月3日から2017年3月25日までNHK BSプレミアムで月曜 - 土曜 7時15分 - 7時30分にアンコール放送された。このアンコール放送に先駆け、2016年9月24日の11時 - 12時に「“朝ドラ”同窓会 ごちそうさん」が放送された[187]。

## イベント
トピックス一覧 より
- 2013年
  - 10月22日 - 11月17日：NHKスタジオパーク「ごちそうさん展」
  - 11月9日 - 11月10日：NHK大阪放送局1Fアトリウム「BKワンダーランド秋・ごちそうさんフェスティバル」
    - いずれも番組の撮影で使用したセット、小道具、衣装などを展示。
    - 「BKワンダーランド」では出演者によるトークショー（出席者：9日=東出、キムラ、10日=杏、和田）が行われた。

  - 12月14日 - （2014年1月13日：大阪くらしの今昔館「ごちそうさんパネル展」
    - 初日には東出と、時代考証担当の谷直樹（大阪暮らしの今昔館館長）による講演会開催
- 2014年
  - 2月9日：NHK大阪ホール「ごちそうさんファンミーティング」
    - 詳細は関連番組の項参照

  - 2月15日：NHK文化センター・梅田教室「ごちそうさんを味わう〜ドラマが語る大阪の食卓」
    - 広里貴子（大阪料理指導・監修者）、岡本幸江（NHK大阪放送局チーフプロデュサー）による講演会

  - 3月11日 - 3月29日：天神橋筋六丁目駅「ごちそうさんと大阪市営地下鉄パネル展」
    - 劇中の地下鉄撮影シーンや開業当時の大阪市営地下鉄の史料などを写真展示

  - 3月14日 - 3月23日：NHK大阪放送局1Fアトリウム「ごちそうさんセット公開」
    - 西門家、喫茶うま介のセットを公開。またセット見学ツアー、「ごちそうさんランチョンマットワークショップ」も同時開催

  - 3月29日：グランフロント大阪「ごちそうさん感謝祭」[188]
    - 「5分でごちそうさん」の第1 - 24週分のダイジェスト上映会や、当日12時45分 - 13時放送の総合における最終回再放送を杏と共に鑑賞する「最終回ライブビューイング」や『木曜時代劇・銀二貫』[注 57]出演者の林遣都によるトークショー。

## 関連商品

### 書籍
ノベライズ
- NHK連続テレビ小説 ごちそうさん 上（森下佳子：作、豊田美加：ノベライズ）
  - 2013年9月25日発売、NHK出版、ISBN 978-4-14-005639-4
  - 上巻は第1週から第13週までの内容を収載。

- NHK連続テレビ小説 ごちそうさん 下（森下佳子：作、豊田美加：ノベライズ）
  - 2014年2月27日発売、NHK出版、ISBN 978-4-14-005640-0

ドラマガイド
- NHKドラマ・ガイド 連続テレビ小説 ごちそうさん Part1（森下佳子：作、NHKドラマ制作班：製作協力、NHK出版：編）
  - 2013年9月23日発売、NHK出版、ISBN 978-4-14-923565-3

- NHKドラマ・ガイド 連続テレビ小説 ごちそうさん Part2（森下佳子：作、NHKドラマ制作班：製作協力、NHK出版：編）
  - 2014年1月25日発売、NHK出版、ISBN 978-4-14-923566-0

- NHKウィークリーステラ臨時増刊・4月29日号 連続テレビ小説ごちそうさんメモリアルブック
  - 2014年3月18日発売、NHKサービスセンター
  - 当作品のダイジェストシーンを写真で振り返るほか、杏、東出らによるこの本のための撮り下ろしインタビュー記事、収録の舞台裏にも密着している。

レシピブック
- NHK 連続テレビ小説 ごちそうさん レシピブック（NHKドラマ制作班、広里貴子：製作協力）
  - 2013年12月20日発売、朝日新聞出版、ISBN 978-4-02-251133-1
  - 番組に登場した料理の再現レシピを紹介。

- NHK連続テレビ小説 ごちそうさんレシピブック2（NHKドラマ制作班、広里貴子：製作協力）
  - 2014年3月20日発売、朝日新聞出版、ISBN 978-4022511577
  - NHK連続テレビ小説「ごちそうさん」のレシピブック第二弾。

シナリオブック
- NHK連続テレビ小説「ごちそうさん」完全シナリオブック 第1集（森下佳子）
  - 2014年6月18日発売、東京ニュース通信社 、ISBN 978-4863364103

- NHK連続テレビ小説「ごちそうさん」完全シナリオブック 第2集（森下佳子）
  - 2014年6月18日発売、東京ニュース通信社、ISBN 978-4863364110

### 音楽CD
- 連続テレビ小説「ごちそうさん」オリジナル・サウンドトラック ゴチソウノォト
  - 2013年12月4日発売、FlyingDog
  - 劇中音楽を全28曲収録[189]。
- 連続テレビ小説「ごちそうさん」オリジナル・サウンドトラック ゴチソウノォト おかわり
  - 2014年4月9日発売、FlyingDog
  - 劇中音楽を全27曲収録[190]。